# Draft 1984 de la NBA
Vous lisez un « article de qualité » labellisé en 2016.
1983 1985
La draft 1984 de la NBA est la 38e draft organisée par la National Basketball Association. Elle se tient le 19 juin 1984, en amont de la saison NBA 1984-1985, au Madison Square Garden à New York, dans l'État de New York aux États-Unis. La cérémonie est diffusée aux États-Unis sur la chaîne de télévision câblée USA Network.
Lors de cette draft, les 23 équipes de la NBA choisissent tour à tour des joueurs amateurs issus d'universités américaines ou de l'étranger. Le premier choix est attribué à la franchise des Rockets de Houston, qui a gagné le tirage au sort entre les équipes classées dernières de leur conférence la saison précédente. Toujours sur la base de la saison précédente, les choix suivants sont affectés aux équipes dans l'ordre inverse de leur bilan de victoires et de défaites. La draft se compose de dix tours pour 228 joueurs sélectionnés. Elle est la dernière organisée de cette manière avant la création de la loterie de la Draft de la NBA en 1985.
Elle est considérée comme l'une des drafts NBA les plus relevées avec cinq sélectionnés intronisés par la suite au Basketball Hall of Fame (Hakeem Olajuwon, Michael Jordan, Charles Barkley, John Stockton et, bien qu'il n'ait pas joué en NBA, Oscar Schmidt) ainsi que sept sélectionnés comme All-Star (Olajuwon, Jordan, Barkley, Stockton, Alvin Robertson, Otis Thorpe et Kevin Willis). Si la Draft 1984 de la NBA est souvent considérée comme au-dessus du lot, les drafts NBA 1996 (avec notamment Allen Iverson, Kobe Bryant, Steve Nash, et Ray Allen) et 2003 (avec LeBron James, Dwyane Wade, Carmelo Anthony et Chris Bosh) sont également souvent citées parmi les plus remarquables. Le caractère légendaire de cette draft amène la NBA à produire un long reportage diffusé pendant les play-offs de 2014, 30 ans après les faits.
Toutefois, celle de 1984 est marquée aussi par la sélection de Sam Bowie par les Trail Blazers de Portland avant Michael Jordan. Bien que compréhensible sur le moment, ce choix est contesté a posteriori de par l'importance prise par la carrière de Michael Jordan, qui est considéré comme le plus grand joueur de basket-ball de tous les temps et au regard des nombreuses blessures de Bowie. Il est donc considéré comme l'une des plus grosses déceptions d'une draft.

## Les principales sélections

### Hakeem Olajuwon,1erchoix(Rockets de Houston)

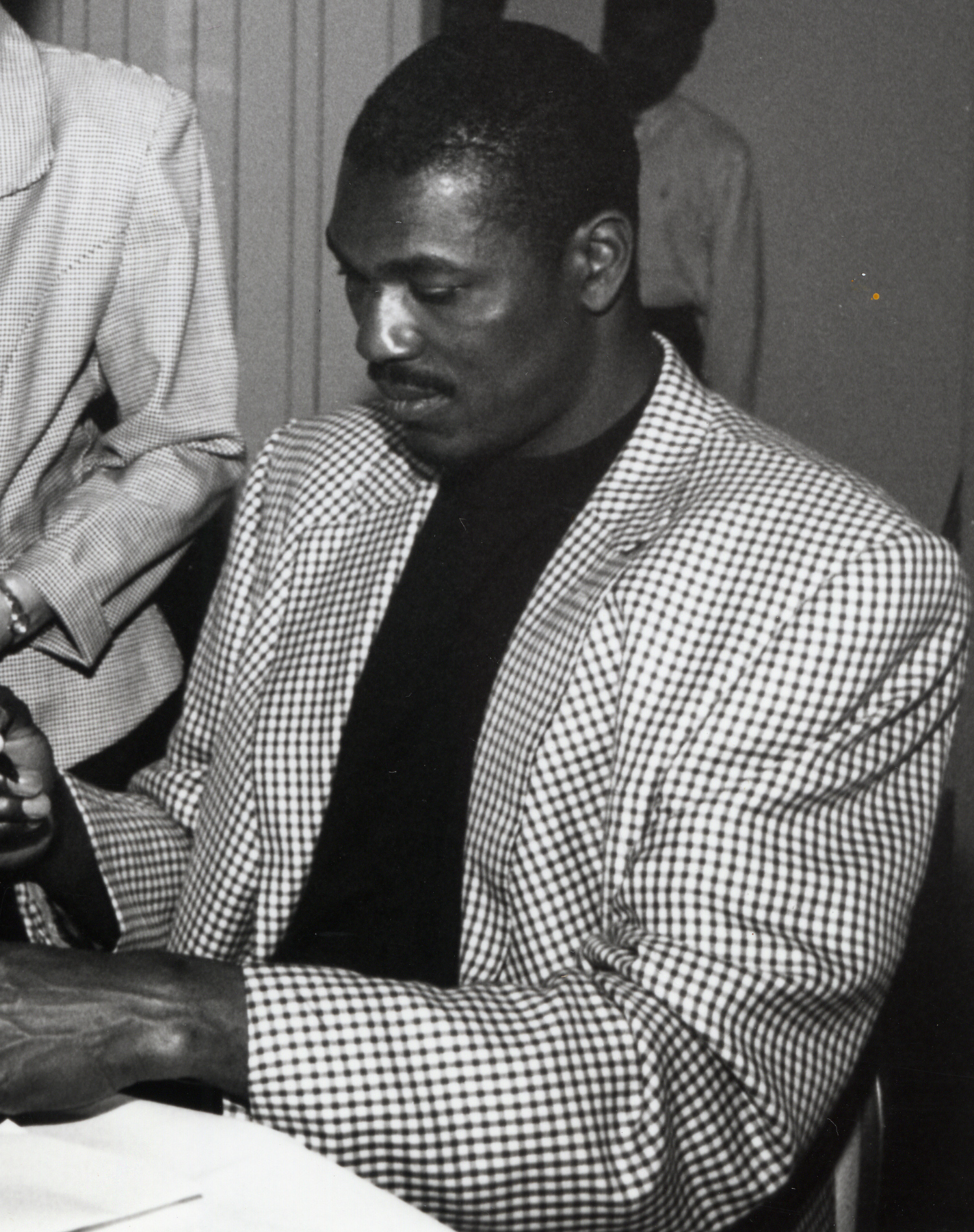
Akeem Olajuwon, ici signant un autographe, est le premier sélectionné lors de la draft.

En 1984, l’introduction de la loterie de la draft l'année suivante, les deux équipes dernières de leur conférence — Houston (29 victoires pour 53 défaites) et Portland — jouent le premier choix à pile ou face le 22 mai 1984. Les Blazers disputent ce choix car ils possèdent le premier tour de draft des Pacers de l'Indiana qu'ils ont acquis en 1981. Portland remporte le premier jet de pièce et gagne le droit de choisir pile ou face, mais fait le mauvais choix et c'est la franchise du Texas qui hérite du premier choix de la draft. Le représentant des Rockets, Ray Patterson, remporte pour la troisième fois le tirage après 1969 avec les Bucks de Milwaukee (sélection de Lew Alcindor) et les Rockets (sélection de Ralph Sampson) l'année précédente.
Les Rockets utilisent leur premier choix pour sélectionner Hakeem Olajuwon (alors connu sous le nom d'Akeem Olajuwon), un pivot junior de 2,13 m, finaliste des deux derniers tournois NCAA avec les Cougars de Houston. Né au Nigeria, Olajuwon est le deuxième joueur étranger à être sélectionné à la première place d'une Draft de la NBA après le bahaméen Mychal Thompson en 1978. Le coach texan Bill Fitch avait confié à son ami Dean Smith qu'il sélectionnerait Michael Jordan en 2e position si sa franchise avait perdu le tirage au sort, mais la franchise de l'Oregon eut un raisonnement différent.
Sur les deux premières années de sa carrière, Olajuwon soutient la comparaison avec Jordan puisqu'en 1984-1985 les Rockets gagnent 19 matches de plus en saison régulière (bilan passé de 29 victoires - 53 défaites à 48 victoires - 34 défaites) contre 11 de plus pour les Bulls (bilan passé de 27 victoires et 55 défaites à 38 victoires et 44 défaites). Si Jordan est élu rookie de l'année, Olajuwon (20,6 points, 11,9 rebonds et 2,68 contres) et lui (28,2 points par rencontre avec une adresse de 51,5 %) remportent chacun trois fois la récompense de rookie du mois. Lors de la saison suivante, Jordan manque 64 rencontres en raison d'une blessure au pied et les Bulls n'accrochent que d'extrême justesse leur place en play-offs et sont battus au premier tour par les Celtics quand les Rockets réalisent l'exploit de battre les champions sortants les Lakers de Los Angeles en finales de conférence puis de faire bonne figure en Finales NBA contre des Celtics de Boston dont l'équipe de 1985-1986 est souvent considérée comme une des toutes meilleures de l'histoire de la ligue. Toutefois, les 63 points de Jordan en play-offs face aux Celtics lancent sa légende. Olajuwon et Ralph Sampson, pivot de 2,24 m décalé en ailier fort, forment un duo inédit par sa taille : les Twin Towers — le jeu de mots faisant référence aux tours jumelles du World Trade Center de New York. Dominant la Conférence Ouest, ils vont cependant suivre des voies divergentes : diminué par des problèmes au genou Sampson est transféré, alors qu'Olajuwon prend toute sa dimension.
Après plusieurs saisons solides mais sans retrouver les Finales, Olajuwon et les Rockets remportent le titre de champion NBA en 1994 et 1995. À titre individuel, Olajuwon est désigné les deux années meilleur joueur des Finales et, en 1994, meilleur joueur de la saison régulière. Olajuwon finit meilleur contreur de l'histoire de la ligue avec 3 830 contres. De plus, il est élu meilleur défenseur en 1993 et 1994 ainsi que douze fois sélectionné au All-Star Game, ce qui fait de lui un très bon premier choix d'une draft. En 2015, il reste l'un des quatre joueurs de la NBA à avoir réalisé un quadruple-doubles avec 29 points, 18 rebonds, 10 passes décisives et 11 contres, le 3 mars 1990, méritant son surnom de « The Dream ».

### Sam Bowie,2echoix(Trail Blazers de Portland)
Sortant d'une saison réussie (48 victoires et 34 défaites), les Trail Blazers de Portland détiennent cependant le deuxième choix car en 1981 ils transfèrent leur vétéran Tom Owens aux Pacers de l'Indiana (où il ne jouera qu'une saison, puis une autre aux Pistons avant de prendre sa retraite) contre leur premier tour de draft de 1984. Or, les Pacers se classent derniers de leur conférence, ce qui donne l’opportunité à Portland de tirer à pile ou face le premier choix avec Houston. Les Blazers choisissent Sam Bowie des Wildcats du Kentucky, alors que Michael Jordan est encore sélectionnable. Ce choix est considéré, au vu des carrières ultérieures des deux hommes, comme l'une des plus grosses erreurs de jugement d'une Draft de la NBA,,. Cependant, à l'époque, il n'était pas attendu que Michael Jordan fasse une carrière si brillante, probablement parce que le système de l'entraîneur Dean Smith aux Tar Heels de la Caroline du Nord, basé sur le jeu collectif, ne mettait peut-être pas assez en avant le jeu individuel de Jordan, Smith plaisantera par la suite en se décrivant comme la seule personne ayant su limiter Jordan à 18 points de moyenne.
Vedette de son lycée, avec un jeu étonnamment délié pour un grand gabarit — faisant penser à celui de Kevin Garnett —, Sam Bowie devait être une des figures de proue de l'équipe olympique américaine qui aurait dû participer aux JO de 1980 à Moscou. Son projet était alors de passer professionnel après sa deuxième année universitaire pour s'inscrire à la draft de 1981 avant qu'il n'en soit empêché par une blessure au tibia gauche contractée dans un match contre les Commodores de Vanderbilt. Après deux années de convalescence, il réussit son retour lors de la saison 1983-1984, à l'issue de laquelle Kentucky accède au Final Four.

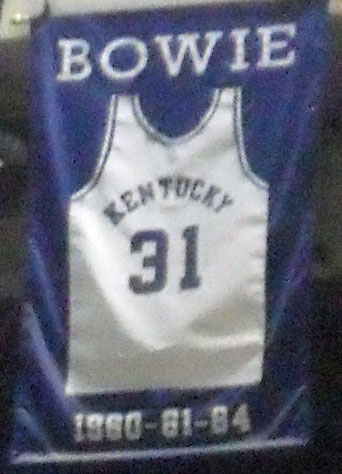
Le maillot de Sam Bowie retiré par les Wildcats du Kentucky.

Responsable des choix de la draft, le chef du personnel des Blazers Stu Inman est très respecté dans la ligue et ses avis scrutés par ses concurrents. Bien que son ami Bobby Knight, coach de l'équipe universitaire des Hoosiers de l'Indiana et de la sélection olympique de 1984, lui conseille de choisir Jordan, il lui répond qu'il a besoin d'un pivot, ce à quoi Knight rétorque « Alors, fais jouer Jordan comme pivot ! » L'avis de l'ailier Mychal Thompson, qui se propose de jouer pivot si la franchise draftait Jordan (« Avec Michael et Clyde, nous aurions la meilleure ligne arrière de l'histoire »), n'est pas plus écouté que celui de Bobby Knight.
Les Blazers préfèrent Bowie à Jordan parce qu'ils ont déjà un arrière performant avec Jim Paxson et un autre jeune joueur très prometteur, Clyde Drexler, pour prendre sa succession sur le même poste, sans oublier le récent renfort de Kiki Vandeweghe en ailier shooteur échangé contre le meneur Fat Lever et l'ailier Calvin Natt. La franchise recherche alors un successeur à Bill Walton, leur pivot et leader en 1976-1977, la seule année où les Blazers remportent le titre NBA, afin d'épauler Mychal Thompson à l'intérieur.
Le transfert de deux futurs All-Stars contre le seul Kiki Vandeweghe peut être d'autant plus critiqué qu'il laisse un vide important au poste de meneur de jeu jusqu'à l'arrivée un an plus tard de Terry Porter, alors que Fat Lever connaitra six brillantes saisons, avec une profusion de triple-doubles, aux Nuggets de Denver avec notamment deux sélections All-Star en 1988 et 1990 et une sélection dans le second meilleur cinq de la ligue en 1987, lors d'une saison avec 18,9 points, 8,9 rebonds, 8,0 passes décisives et 2,5 interceptions par rencontre et que Calvin Natt, déjà bon scoreur dans l'Oregon (16,2 points par match en 1983-1984), sera également encore meilleur dans le Colorado avec 23,3 points la saison suivante et même une sélection pour le NBA All-Star Game 1985. Enfin la justesse du choix de Bowie par rapport à d'autres intérieurs comme Charles Barkley voire Michael Cage ou Sam Perkins peut être mis en doute si on note que Bowie était parmi les bons intérieurs de la draft 1984 celui qui présentait la plus faible moyenne de points et le plus grand nombre de balles perdues. Sélectionné lors de la draft 1983, Drexler connaît une carrière couronnée de succès. En revanche, bien qu'élu dans le cinq des meilleurs rookies de 1984-1985, celle de Bowie est écourtée par des blessures. Cette fragilité physique était perceptible dès l'université.
En dépit d'une durée de dix ans avec une moyenne de 10,9 points et 7,5 rebonds par match, la carrière de Bowie en NBA est interrompue cinq fois par des opérations chirurgicales de la jambe, ce qui le limite à 139 matchs en cinq ans pour les Blazers,. Si sa première saison professionnelle peut être évaluée comme correcte avec 10,0 points, 8,6 rebonds et 2,7 contres de moyenne en 30 minutes et 76 matchs disputés, elle reste médiocre pour un deuxième choix de la draft, qui plus est dans une saison avec 42 victoires contre 48 l'année précédente. La situation empire durant la saison 1985-1986, puisqu'il ne dispute que 38 rencontres même si sa moyenne de points progresse légèrement à 11,6 points par match. Il ne joue ensuite que 25 matchs en trois ans, ne disputant donc qu'une saison pleine sur cinq passées à Portland, se brisant successivement le tibia gauche, le droit, puis de nouveau le gauche.
Des années plus tard, dans un documentaire, Bowie déclare qu'il n'a pas été tout à fait franc lors de son examen médical : « Je me souviens d'eux avec un petit maillet, quand ils ont frappé sur mon tibia gauche et que je leur ai dit « Je ne sens rien ». Mais au fond de moi, j'avais mal ». Cependant les Blazers ne pouvaient ignorer la fragilité de Bowie qui avait manqué deux saisons universitaires à Kentucky et que ses statistiques en sophomore étaient de 17,4 points en 1980-1981, mais seulement de 10,5 points pour sa cinquième année en 1983-1984. Interrogé par le journal The Oregonian, Sam Bowie nie avoir menti ou triché et affirme que ces propos extraits d'une heure d'entretien ont été exagérés. Rappelant qu'il avait subi une batterie de tests médicaux : des scanners, des radiographies, des IRM, et avait obtenu un avis final favorable du docteur Robert Cook, il déclare : « Mon inconfort n'était pas au point où j'allais dire aux Portland Trailblazers ou à quiconque « Ma jambe est extrêmement douloureuse. Je ne me choisirais pas à la draft. Je ne crois pas que je puisse faire carrière en NBA.» »
Les Blazers se font rarement remarquer par leur chance ou leur clairvoyance à la draft. Déjà lors de la draft 1972, ils avaient fait l'erreur de prendre LaRue Martin comme premier choix alors que le second Bob McAdoo entrera au Hall of Fame, puis de nouveau ils préfèrent au futur MVP Kevin Durant un Greg Oden dont la carrière sera minée par les blessures. Également drafté en 1984, le joueur, puis coach Jim Petersen analyse : « Il s’agissait d’avoir un big man à intégrer dans une équipe déjà talentueuse (...) Portland a toujours été maudite avec ses choix de draft. Quand ce n’est pas Mychal Thompson qui se casse une jambe pour sa première année, c’est Sam Bowie à qui il arrive ce que l’on sait. Ensuite, évidemment, il y a eu Brandon Roy avec ses problèmes, enfin Greg Oden. Donc oui, ils ne sont pas vernis quand on regarde leur historique à la draft, mais à l’époque, Sam Bowie n’était pas un problème ».

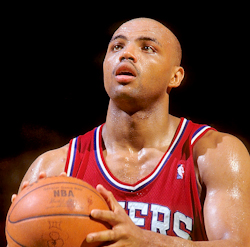
Charles Barkley est le 5e choix de la draft. Il aurait été une alternative à Bowie pour les Blazers.

Pour Bill Fitch, alors coach des Rockets, « Jack Ramsay [le coach des Blazers] a fait ce qu'il fallait pour son équipe. Sam Bowie était un joueur spécial. Je n'avais jamais vu un pivot passer la balle mieux que Sam. »
D'après le journaliste Filip Bondy, le choix d'un joueur « physique », sur un joueur capable de « faire le jeu » des Blazers, n'est pas aussi évident dans les drafts suivantes. Cela l'incite à affirmer que la draft 1984 a changé la façon de penser les drafts suivantes. Il cite par exemple la création de la loterie de la Draft de la NBA dès l'année suivante ou les changements sur le plafond salarial, apparu en 1984. Alors que les cinq derniers champions NBA disposaient d'une équipe avec un pivot dominant (Moses Malone en 1982-1983, Kareem Abdul-Jabbar en 1981-1982 et 1979-1980, Robert Parish et Kevin McHale en 1980-1981, Jack Sikma en 1978-1979), le manager général des Bulls Rod Thorn « introduit l'idée de pouvoir avoir un grand joueur qui ne soit pas un pivot et d'avoir encore une équipe dominante ».
En amont de la draft, Stu Inman tournait sa préférence vers Akeem Olajuwon ou le pivot des Hoyas de Georgetown, Patrick Ewing. La franchise fut d'ailleurs sanctionnée d'une amende de 250 000 dollars pour contacts illégaux avec Olajuwon et Ewing. Mais contre toute attente, et faisant en cela un choix inverse à ceux d'Olajuwon, Barkley et Jordan, Patrick Ewing décide d'effectuer son année senior, ce qui amène les Blazers à envisager le « choix Bowie » dans leur quête d'un pivot. Ewing sera le premier choix de la draft 1985 et le franchise player des Knicks de New York. Selon le dirigeant des Blazers Harry Glickman, aucun média ni responsable de la NBA n'a critiqué le choix de Bowie sur le moment. Pour lui, leur alternative à Bowie n'était d'ailleurs pas Jordan : « Si nous n'avions pas pris [Bowie], nous n'aurions pas sélectionné Jordan. Nous aurions probablement retenu Charles Barkley. »
Le magazine spécialisé Mondial Basket dresse son palmarès des plus grandes déceptions de la draft et accorde la première place à Sam Bowie, devant Darko Miličić, 2e choix de la draft 2003 et Michael Olowokandi, 1er choix en 1998.

### Michael Jordan,3echoix(Bulls de Chicago)

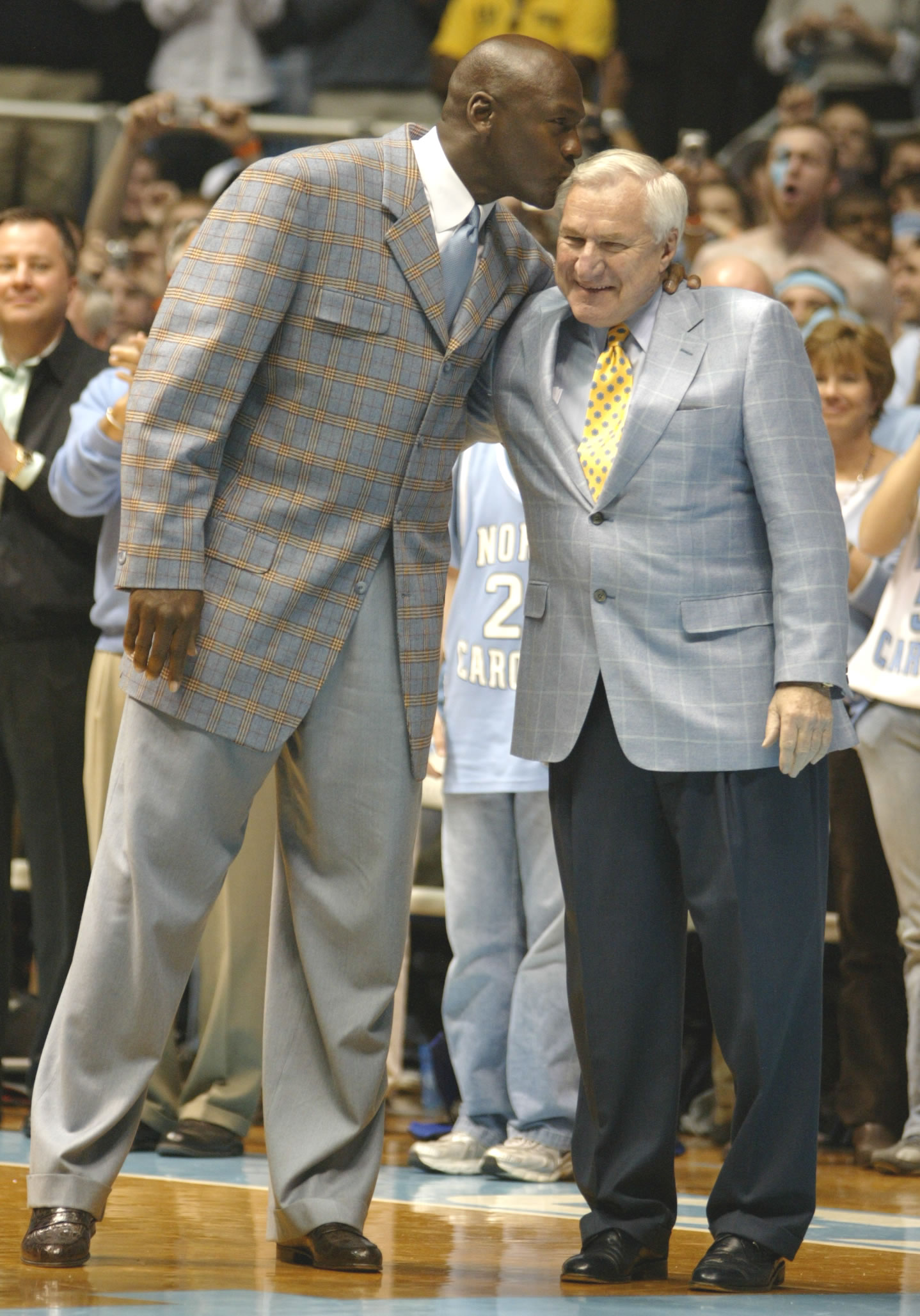
Michael Jordan avec son ancien coach universitaire Dean Smith en 2007.

Ayant eu la certitude, grâce à ses relations avec les coachs NBA, que Jordan figurerait parmi les trois premiers choix s'il se présentait, Dean Smith conseille à son joueur de ne pas effectuer son année senior, tout comme à James Worthy (1er choix en 1982) et Phil Ford, qui déclinera la proposition et sera 2e choix en 1978 après son année senior. Les Bulls de Chicago choisissent donc le meilleur joueur universitaire de l'année Michael Jordan, junior des Tar Heels de l'université de Caroline du Nord,.
Dès son année rookie, il est élu pour le All-Star Game. Il remporte le titre de recrue de l'année devant Sam Bowie et est déjà sélectionné dans le deuxième meilleur cinq de la All-NBA Team . Blessé au pied la plus grande partie de sa deuxième saison, il est de retour pour aider les Bulls à se qualifier de justesse pour les play-offs et affronter les Celtics, les futurs champions, au premier tour. Jordan inscrit 49 points sur le premier match et surtout 63 au second. Malgré la victoire, le coach de Boston K.C. Jones dira : « Je n'ai pas de mot pour [décrire ce que j'ai vu] aujourd'hui. » En 1986-1987, Jordan devient le seul joueur après Wilt Chamberlain à inscrire plus de 3 000 points en une saison avec 37,1 points par match. Les Bulls sont cependant éliminés avant les Finales NBA. Il faut attendre l'arrivée de Phil Jackson à la tête des Bulls pour qu'un jeu d'équipe plus structuré permette à Chicago de remporter le titre NBA en 1991, le premier des six titres de Jordan, considéré comme « le plus grand joueur de basket-ball de tous les temps »,.
Le palmarès de Jordan, surpasse celui du premier choix de la draft Olajuwon : déjà champion NCAA en 1982, il remporte six titres de champions NBA, six trophées de meilleur joueur des finales, cinq de meilleur joueur de la saison régulière, un de meilleur défenseur de l'année, onze sélections All-NBA Team et quatorze sélections au All-Star Game. Après son premier titre olympique en 1984 qui le révèle aux Américains, la popularité de Jordan prend une dimension planétaire avec le parcours victorieux de la Dream Team aux Jeux olympiques de 1992 à Barcelone. Les Américains le considèrent désormais comme le meilleur sportif de tous les temps.
Ayant fini la saison NBA 1983-1984 sur le bilan de 27 succès pour 55 revers, les Bulls manquent les play-offs pour la troisième fois de rang. Selon le responsable du scouting des Bulls, Mike Thibault, le choix de Jordan n'était pas si évident et la direction de la franchise était initialement plutôt favorable à un échange de choix de draft : « J’étais à la tête de la draft pour les Bulls avec le GM Rod Thorn et la décision de sélectionner Michael Jordan était conjointe. Les fans peuvent penser que c’était une décision facile à prendre mais à l’époque, nos dirigeants souhaitaient nous voir négocier avec Portland pour passer de la 3e à la 2e place afin de choisir Sam Bowie. Nous ne voulions pas courir ce risque et savions que nous tenions un joueur d’exception. J’ai eu la chance de bien connaître Dean Smith, le coach de North Carolina, qui nous a laissé superviser Jordan à plusieurs reprises et cela nous a permis de le voir en dehors des matchs des Tar Heels. Et déjà à l’époque, il dégageait quelque chose de très spécial ». Le manager général des Bulls Rod Thorn étudie le jeu de Jordan et échange avec Dean Smith : « Il était un extraordinaire compétiteur et son sentiment était qu'il deviendrait encore meilleur et serait un meilleur joueur professionnel qu'il n'avait été un joueur universitaire ». Pour lui aussi, Jordan était le bon choix.

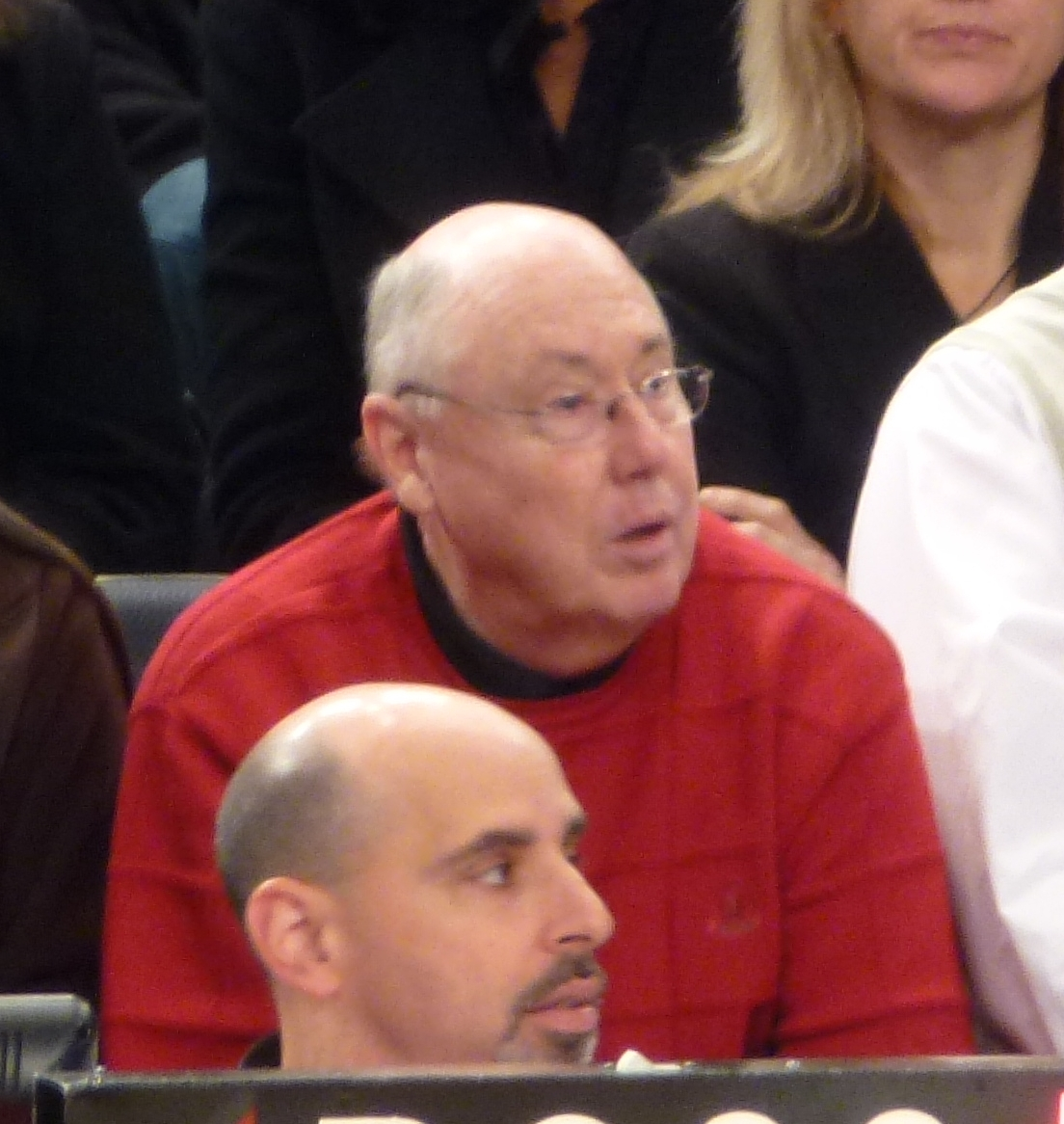
Le responsable du scouting des Bulls, Mike Thibault (en rouge), ici en 2011.

Avant la draft, les Bulls avaient envisagé des transferts pour engager les pivots Jack Sikma ou Tree Rollins, montrant que le pari d'un arrière n'était pas un choix limpide. Ainsi le Chicago Tribune du 17 juin 1984, deux jours avant la draft écrit : « L'absence de pivot dominant est la raison majeure pour laquelle les Bulls ont perdu 111 matchs les deux dernières saisons, mais il n'y a que deux pivots à ne pas rater et ils seront partis une fois que les Bulls auront à choisir. » Le quotidien explique qu'un transfert entre trois équipes avec les Clippers de Los Angeles et les Mavericks de Dallas pour récupérer Terry Cummings n'avait pu se concrétiser après avoir échoué à faire venir Sikma de Seattle. Quant à Rollins, le montant du transfert d'Atlanta était trop élevé, alors que celui de Joe Barry Carroll se heurtait à son manque d'envie de quitter les Warriors de Golden State.
Connaissant par Stu Inman sa préférence pour Bowie en second choix, Rod Thorn se réjouit du tirage au sort. D'après Irwin Mandel longtemps vice-président des Bulls : « Nous avons eu la quasi-certitude d'obtenir Jordan lorsque Houston a remporté le tirage au sort face à Portland. Si Portland avait gagné le tirage au sort, ils auraient pris Olajuwon et Houston aurait probablement choisi Jordan. Je me rappelle comment Rod Thorn était excité. » Une fois le choix de Jordan arrêté, Thorn assure qu'il n'aurait pas varié si Bowie n'avait pas été sélectionné dans les deux premiers choix : « Même si Bowie avait été là, j'aurais pris Michael. L'année précédente, nous avions choisi un arrière nommé Ronnie Lester, qui a eu des problèmes à la jambe. Nous ne pouvons pas prendre un autre pari avec Bowie,. » De fait, quelques jours avant la draft, le choix de Jordan est déjà probable, le coach de Chicago Kevin Loughery affirmant à la presse : « Comment pourrait-on ne pas retenir Michael Jordan ? ».
Si les Sixers apprécient le jeu de leur future recrue Charles Barkley, ils pensent que Jordan lui était supérieur. Resté proche de Dean Smith, le coach de Philadelphie Billy Cunningham, lui-même ancien des Tar Heels, avait l'intention de le drafter s'il avait été encore disponible afin de prendre la relève de Julius Erving. Titulaires du choix des Clippers, les Sixers pouvaient espérer décrocher l'un des deux premiers choix de la draft, avant que les Angelinos n'évitent la dernière place de leur conférence lors de la dernière journée et que la franchise de Pennsylvanie n'hérite finalement du 5e choix. Les Sixers proposèrent même d'échanger le choix des Bulls avec le leur en y ajoutant Andrew Toney et leur 10e choix, mais Chicago déclina la proposition pour pouvoir choisir Jordan si Olajuwon était déjà pris. Ayant perçu le potentiel de Jordan, le manager général des Mavericks de Dallas Rick Sund offrit après la draft de l'échanger avec le confirmé Mark Aguirre, qui sort alors d'une saison avec une moyenne de 29,5 points inscrits par match, mais les Bulls ne donnèrent pas suite.
Si le recrutement d'un pivot dominant semble être jusqu'en 1984 la règle de toute franchise rêvant du titre NBA, les Bulls font évoluer cette idée avec le recrutement d'un arrière comme Jordan qui sera MVP puis couronné champion à plusieurs reprises sans grand pivot à ses côtés. Les pivots demeureront le choix le plus recherché avec 31 centres choisis parmi les quatre premiers choix des drafts de 1985 à 2014, mais leur profil a évolué vers plus de polyvalence au tir et plus de rapidité.

## La draft après les trois premiers choix

### Des choix perspicaces

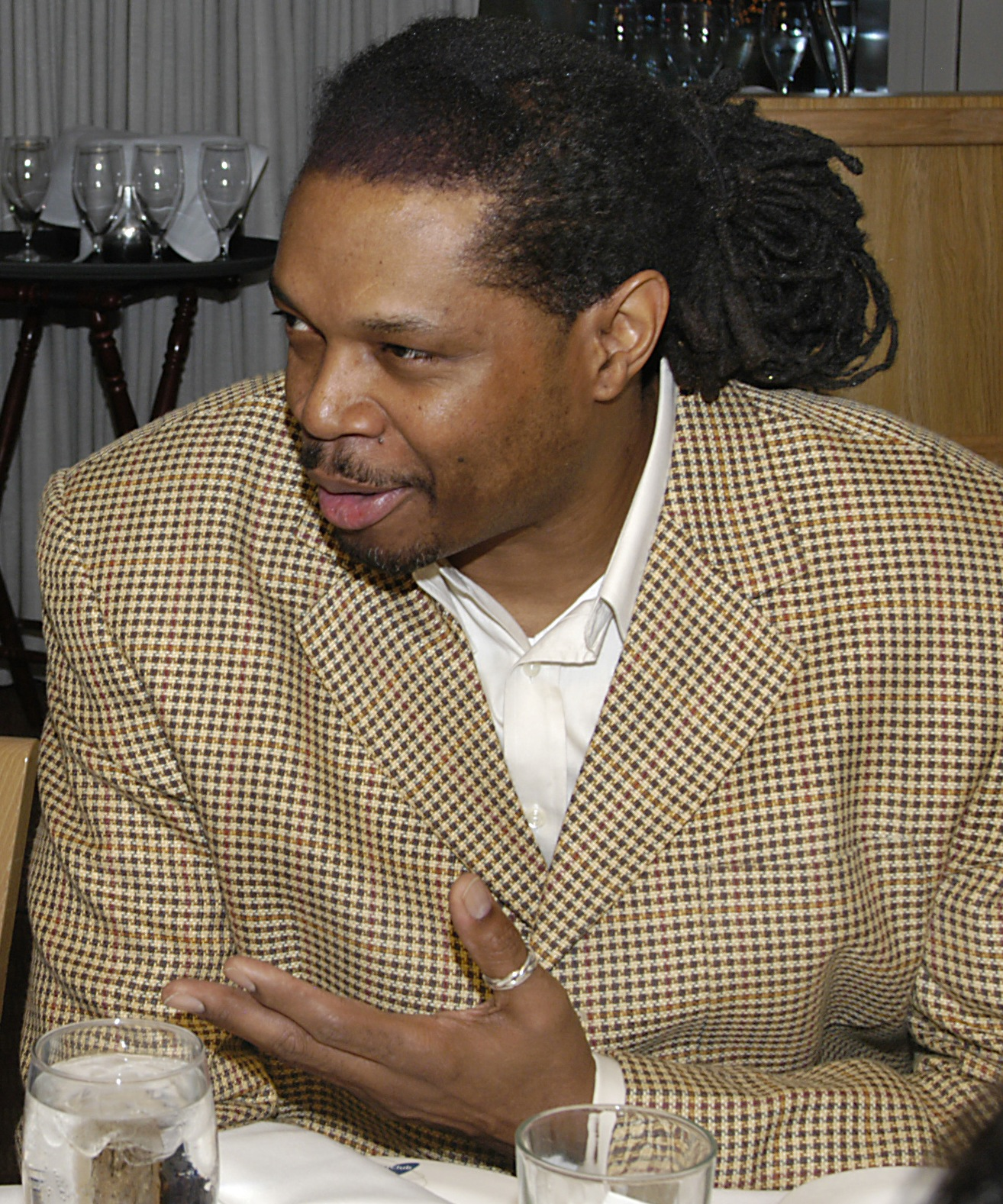
Sam Perkins, ici en 2009, est le 4e choix de la draft.

Dès 1984, la draft est perçue comme recelant de nombreux talents, notamment parmi les underclassmen. Neuf joueurs s'y présentent avant la fin de leur cursus universitaire : Olajuwon, Jordan, Barkley, Tim McCormick et Eric Turner des Wolverines du Michigan, les seuls attendus au premier tour, ainsi que Stuart Gray des Bruins d'UCLA, Cory Blackwell des Badgers du Wisconsin, Sam Norton des Mavericks de Texas–Arlington et Yommy Sangodeyi des Bearkats de Houston State. Pressentis pour avancer les éligibilités, Patrick Ewing, Chris Mullin et Keith Lee choisissent eux de rester en NCAA,.
Premier choisi après le trio de tête, le coéquipier de Jordan à l'université de Caroline du Nord, Sam Perkins, qui intéressait aussi Rod Thorn si Jordan n'avait plus été disponible en 3e choix, est sélectionné en 4e position par les Mavericks de Dallas. Champion NCAA 1982, Champion olympique en 1984, il figure dans le meilleur cinq de la NBA All-Rookie Team (tout comme les trois premiers choix et le cinquième) et joue 18 saisons dans la ligue pour 11,9 points de moyenne. Un des meilleurs intérieurs shooteurs à trois points de la ligue, il participe trois fois aux Finales NBA pour des franchises différentes. Il est remarqué comme l'un des premiers ailiers forts de NBA à recourir fréquemment au tir à trois points. En 2016, vingt ans après avoir disputé les Finales NBA contre les Bulls, il déclare : « Il y a vingt ans, jamais les grands ne tiraient à 3 points à l’entraînement. C’était une hérésie. À l’exception de Terry Mills et de moi, je ne me rappelle pas de beaucoup d’autres joueurs de notre gabarit qui s’écartaient de la raquette pour tirer. ».
Charles Barkley, un junior de l'université d'Auburn, est sélectionné en 5e choix par les 76ers de Philadelphie. Il remporte le titre de meilleur joueur de la saison régulière en 1993 et, élu dans onze All-NBA Team et sélectionné onze fois au All-Star Game, figure parmi les 50 meilleurs joueurs du cinquantenaire de la NBA bien qu'il n'ait jamais remporté de championnat NBA. Très populaire pour son franc-parler, doté d'un sens exceptionnel du rebond malgré sa petite taille pour un intérieur, il fait partie, avec Michael Jordan, de la Dream Team qui remporte l'or olympique à Barcelone en 1992 et est élu en 2006 au Basketball Hall of Fame.
Après une saison rookie moyenne aux Spurs de San Antonio, le 7e choix Alvin Robertson se révèle la saison suivante en obtenant le tout premier trophée de joueur ayant le plus progressé. Cette même saison, il est élu meilleur défenseur de l'année, notamment pour être le meilleur intercepteur de la saison (tout comme en 1987 et 1991) avec 3,7 interceptions par rencontre. Sa moyenne en carrière de 2,71 ballons volés par match constitue, après la saison 2014-2015, la meilleure moyenne jamais enregistrée en NBA. Il participe au NBA All-Star Game 1986, 1987, 1988 et 1991. En 2015, avec un autre drafté de 1984, Akeem Olajuwon, il reste l'un des quatre joueurs de l’histoire de la NBA (le seul en incluant la statistique des interceptions) à avoir réalisé un quadruple-double : 20 points, 11 rebonds, 10 passes décisives et 10 interceptions en seulement 36 minutes (le 18 février 1986).
Neuvième choix de draft 1984, Otis Thorpe a une carrière NBA longue de 17 saisons pendant lesquelles il capte plus 10 000 rebonds. Il conquiert un titre de champion avec les Rockets de Houston aux côtés d'Olajuwon en 1994, et une sélection pour All-Star Game de 1992. Onzième choix, Kevin Willis lui aussi connait une carrière longue et s'illustre particulièrement au rebond. Il est l'un des quinze seuls joueurs de l'histoire de la NBA à totaliser 16 000 points et 11 000 rebonds. Il est lui aussi invité au NBA All-Star Game 1992, l'année de sa meilleure moyenne en carrière avec 15,5 rebonds par match. Champion NBA avec les Spurs de San Antonio en 2003 à l'âge très avancé de 41 ans, il dispute des rencontres NBA à 44 ans, pour atteindre un total de 1 424 matchs en saison régulière, sixième total historique.

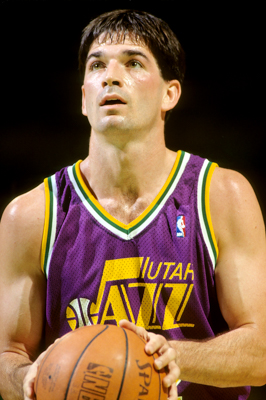
John Stockton est le 16e sélectionné.

Le meneur John Stockton de la formation alors méconnue des Bulldogs de Gonzaga est retenu en 16e choix par le Jazz de l'Utah à sa grande surprise : « Jamais je n’ai pensé pouvoir jouer en NBA, je m’étais renseigné sur la possibilité d’aller joueur en Europe après la NCAA ». Il est élu dans onze All-NBA Team et sélectionné dix fois au All-Star Game avant de terminer sa carrière comme le joueur ayant réussi le plus grand nombre de passes décisives et d'interceptions de l'histoire de la ligue. Bien que jamais champion NBA, il forme un duo légendaire avec Karl Malone, duo qui partage le titre de MVP du NBA All-Star Game 1993. Sélectionné très bas, ce choix est considéré comme l'un des plus fins de l'histoire de la draft. John Stockton est intronisé au Basketball Hall of Fame, tout comme Hakeem Olajuwon, Michael Jordan, Charles Barkley. Les quatre sont également nommés parmi les 50 meilleurs joueurs du cinquantenaire de la NBA annoncés au 50e anniversaire de la ligue en 1996.
Le second tour recèle aussi quelques solides joueurs peu médiatiques, mais qui auront accompli une longue carrière de titulaire ou de remplaçant en NBA. C'est le cas du 27e choix, Ron Anderson. Issu des Bulldogs de Fresno State à l'âge de 26 ans n'ayant découvert le basket-ball qu'à 17 ans, il joue dix saisons en NBA successivement aux Cavaliers, aux Pacers, aux Sixers (où il émarge à plus de 10 points par saison pendant cinq années avec un record à 16,2 points durant la saison NBA 1988-1989), aux Nets puis enfin aux Bullets avant d'entamer une longue seconde carrière en Europe, notamment au Maccabi Tel-Aviv en Israël et à Montpellier en France,.
Le meneur Danny Young, qui dispute 574 matches pour cinq franchises différentes sur une dizaine de saisons et qui sera également Champion de France en 1993-1994 avec le CSP Limoges, est choisi en 39e position.
Provenant de la peu cotée université de Longwood, Jerome Kersey n'est sélectionné qu'au 46e rang par Portland, qui réalise ici enfin un choix judicieux. Titulaire à partir de sa troisième saison, sa saison 1987-1988 est la meilleure pour ses statistiques (19,2 points et 8,3 rebonds) et il dispute à deux reprises les Finales NBA (en 1990 et 1992. En 1987-1988, ses statistiques sont de 19,2 points et 8,3 rebonds. Il dispute 1 153 rencontres de saison régulière. Quatre fois retenu au Slam Dunk Contest, il s'y classe deuxième derrière Michael Jordan en 1987. Il est sacré champion NBA en 1999 avec les Spurs de San Antonio.

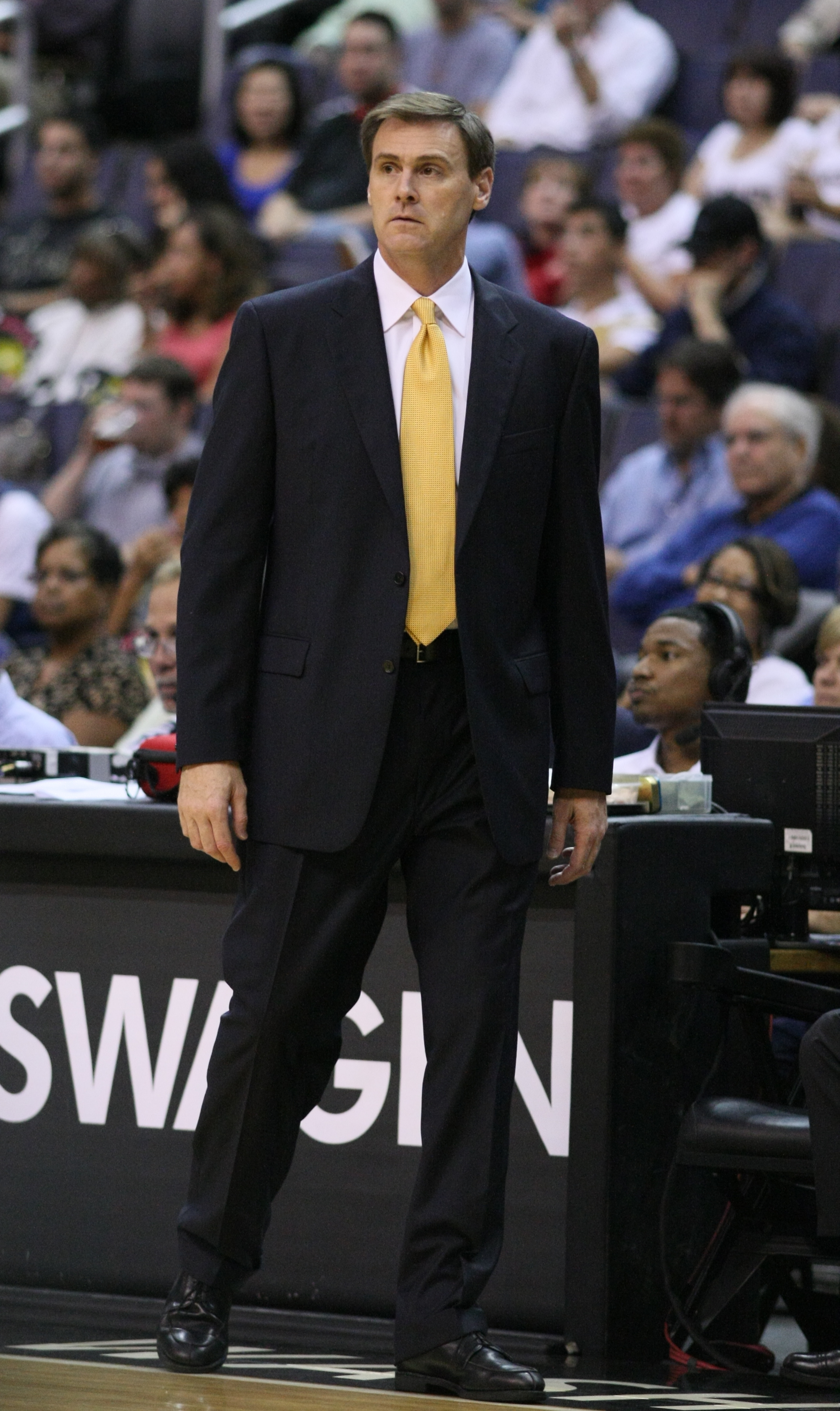
Rick Carlisle, ici en 2009, est le. Il remporte le championnat NBA à la fois comme joueur, puis comme entraîneur.

Parmi la dizaine de joueurs retenus après le second tour et qui fouleront les parquets NBA, certains feront une belle carrière. C'est le cas du 51e choix Jim Petersen qui fait une carrière correcte avec huit saisons NBA (491 rencontres dont 208 dans le cinq de départ, pour des moyennes de 6,9 points et 4,8 rebonds), étant même le remplaçant d'Akeem Olajuwon et de Ralph Sampson lors des finales NBA 1986. Il se reconvertit en commentateur radio et télévision, puis dans le coaching. Depuis 2009, il est assistant-entraîneur, chargé notamment de l'analyse vidéo, pour l'équipe féminine du Lynx du Minnesota qui remporte les titres WNBA 2011 et 2013.
Sélectionné par les Celtics de Boston en 70e choix, Rick Carlisle n'a qu'une carrière brève, mais suffisamment longue pour être dans la grande équipe des Celtics championne NBA en 1986. Il se reconvertit en coach aux Nets du New Jersey et remporte le trophée d'entraîneur de l'année en 2002 avec les Pistons de Détroit. Il est le troisième joueur champion NBA à le devenir également comme entraîneur en emmenant les Mavericks de Dallas de Dirk Nowitzki au titre 2011.
Plus bas encore, on retrouve trois joueurs tous draftés et signés par les Knicks de New York : au quatrième tour, Bob Thornton (87e choix) qui, après un an en Espagne, passe huit saisons en NBA pour 283 matches avec 2 saisons et demie aux Knicks, 2 saisons et demie aux Sixers, une aux Wolves et une au Jazz; au sixième tour, Eddie Lee Wilkins (133e choix) qui dispute six saisons en NBA pour 322 matches, cinq ans aux Knicks et un aux Sixers; au septième tour, Ken Bannister (156e choix) qui est présent cinq saisons en NBA pour 253 matches, deux saisons avec la franchise qui l'avait drafté, les Knicks, puis quelques années plus tard trois nouvelles saisons avec les Clippers.
Idole de jeunesse de Kobe Bryant (« En Italie, j’ai grandi en regardant Oscar Schmidt. Il était mon Larry Bird »), le Brésilien Oscar Schmidt est sélectionné au sixième tour par les Nets du New Jersey, futurs Nets de Brooklyn. Toutefois, Schmidt décline l'offre de jouer en NBA et reste dans les championnats italien puis brésilien. Il réalise l'exploit de disputer cinq tournois olympiques et d'être le meilleur marqueur dans trois d'entre eux. Il conclut sa carrière avec 49 703 points inscrits dans ses différents clubs et en équipe nationale brésilienne, soit plus que le meilleur marqueur de la NBA, Kareem Abdul-Jabbar, qui a marqué 38 387 points dans sa carrière NBA. Devant les 16 408 spectateurs médusés du Market Square Arena d'Indianapolis, Oscar Schmidt renverse le cours de la finale des Jeux panaméricains de 1987 opposant le Brésil à une sélection américaine d'universitaires comprenant les futures stars NBA David Robinson, Danny Manning, Rex Chapman et Dan Majerle. Mené 54-68 à la pause, le Brésil l'emporte 120 à 115 avec Schmidt qui inscrit 46 points dont 35 en seconde mi-temps pour sceller le premier échec américain dans cette compétition depuis 1971,. Honneur rare pour un non-américain, il est intronisé au FIBA Hall of Fame et au Basketball Hall of Fame, ce qui en aurait fait une recrue exceptionnelle au sixième tour de la draft.

### Des choix décevants
Hormis le cas spécifique de Sam Bowie aux Blazers, les échecs francs sont assez rares. Alors qu'il était attendu pour réaliser une solide carrière NBA, l'ex-coéquipier de Bowie aux Wildcats du Kentucky, Melvin Turpin est une déception. Retenu comme sixième choix de la draft par les Bullets de Washington, il est rapidement envoyé aux Cavaliers de Cleveland. En surpoids, il se retire sans gloire après cinq saisons NBA et enchaîne des petits boulots jusqu'à son suicide à l'âge de 49 ans.
Autre choix peu pertinent, Lancaster Gordon des Cardinals de Louisville, est sélectionné en huitième position par les Clippers de Los Angeles. Il y joue seulement quatre saisons et termine sa carrière le 26 février 1988. Attendu comme un bon choix, il ne dispute que 201 matchs en NBA et marque en moyenne 5,6 points par rencontre,.

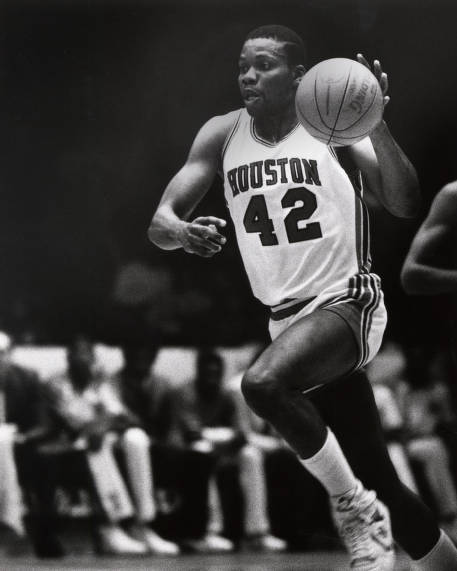
Michael Young, ici en NCAA avec les Cougars de Houston.

Dixième choix de la draft, le fort scoreur NCAA Leon Wood (33,7 points de moyenne universitaire et même 41,5 en senior) n'est qu'un joueur de complément en NBA alors qu'il a été champion olympique en 1984 dans une sélection où il est préféré à John Stockton. Il finit sa carrière en Europe et revient en NBA comme arbitre. Ses 274 rencontres et 1 742 points (6,4 de moyenne) pour six franchises sont une relative déception.
L'arrière Terence Stansbury, 15e choix, est troisième du concours du Slam Dunk Contest des NBA All-Star Game de 1985 à 1987, mais souffre d'être réduit à cette aptitude. Il ne joue que trois saisons en NBA (192 matches, 1 200 points, soit 6,3 par rencontre) et devient, en revanche, une star en France à Levallois.
Tom Sewell, 22e choix, est le seul choix de premier tour à n'effectuer qu'une seule saison NBA, avec seulement 87 minutes jouées. Le 23e choix, Earl Jones est encore plus discret avec 50 minutes réparties sur deux saisons (7 aux Lakers pour son année rookie, 43 la suivante aux Bucks).
Coéquipier d'Akeem Olajuwon chez les finalistes NCAA, les Cougars de Houston, le 24e choix Michael Young, accomplit un parcours anecdotique en NBA avec 2 matches pour les Suns en 1984-1985, 2 rencontres pour les Sixers en 1986-1986 et 45 pour les Clippers en 1989-1990. Toutefois, sa carrière européenne est plus réussie en particulier au club français du CSP Limoges, sous la houlette de Božidar Maljković. En 1993, il contribue à la victoire de Limoges 59 à 55 face au Benetton Trévise du futur Bulls Toni Kukoč avec 18 points, 7 rebonds en 35 minutes en finale de l'EuroLigue de basket-ball. Il y joue trois saisons et fait équipe dans la seconde avec le 39e choix de la draft, son presque homonyme Danny Young avec lequel il remporte un second titre national et la coupe Robert Busnel en 1993-1994.
Il faut aller au second tour, avec le choix de Portland Victor Fleming pour trouver le premier drafté de 1984 qui ne joue aucune rencontre officielle en NBA. Il est testé sans succès en 1984 par les Blazers, puis les Spurs en 1985 et enfin par les Suns en 1987. Eric Turner (32e choix) n'est pas conservé par les Pistons en 1984. Après une bonne saison en CBA, il signe en mai 1985 un contrat de deux ans avec les Rockets, mais il est rompu en octobre avant le début de la saison officielle. Tony Costner (34e choix) devra faire carrière à l'étranger . Ni Anthony Teachey (40e choix), ni Fred Reynolds (44e choix, testé par les Bullets et les Suns en 1984 mais non conservé), ni Ronnie Williams (47e choix) n'eurent la possibilité de fouler les parquets NBA en rencontre officielle.
Le Canadien Greg Wiltjer (43e choix) échappe à l'anonymat des autres noms du second tour par une très belle carrière en Europe avec notamment une victoire en Coupe Saporta en 1986 avec Barcelone et deux titres de champion de Grèce avec l'Aris Salonique en 1988 et 1989. Il se fait aussi remarquer en équipe nationale du Canada qui décroche une quatrième place aux Jeux olympiques d'été de 1984. Malgré des pré-saisons avec les Bulls, les Pacers, les Clippers et les Cavaliers, il ne joue lui non plus aucune rencontre officielle en NBA.

### Autres choix notables

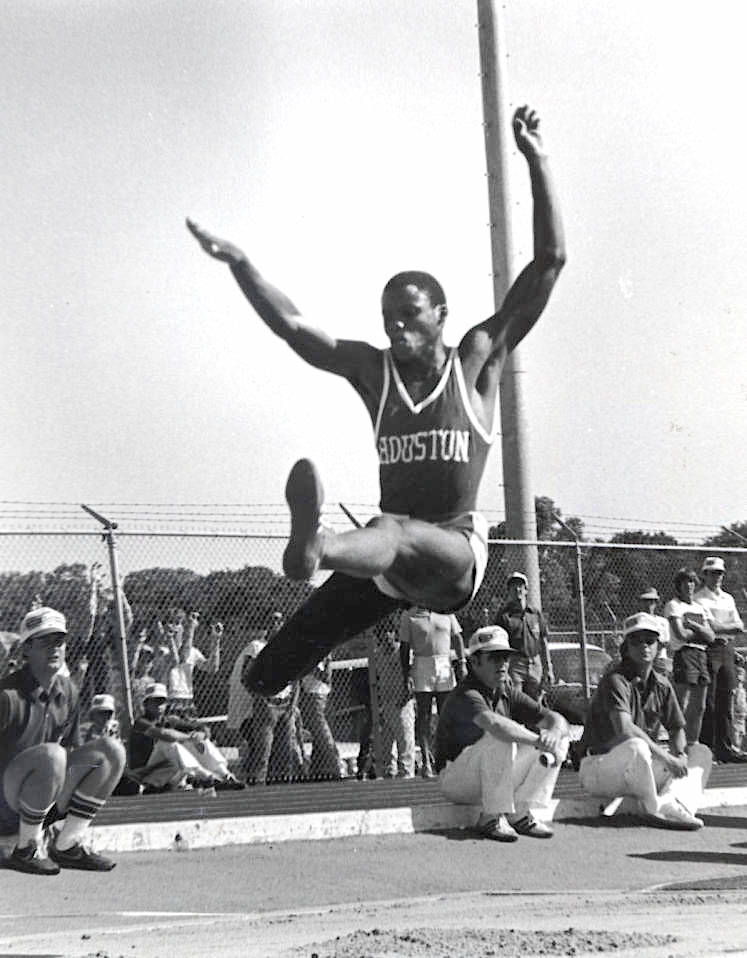
En plus des médailles en basket, deux draftés trouveront la gloire olympique : Carl Lewis (photo) en athlétisme et Mike Whitmarsh en volley-ball.

Le douzième choix, exercé par les Cavaliers de Cleveland, est particulier car il s'agit d'un choix « supplémentaire » créé par la NBA contre une somme d'argent non divulguée pour compenser les excès des échanges antérieurs de leur ancien propriétaire Ted Stepien et permettre à la franchise de trouver un repreneur en 1983,. Le choix « normal » des Cavaliers est celui exercé par les Mavericks de Dallas qui retiennent le futur membre du Bsketball Hall of Fame Sam Perkins. Le 12e choix se porte sur Tim McCormick qui réalisera une honorable carrière (8,3 points et 4,9 rebonds de moyenne) en huit saisons NBA, mais l'ironie de ce choix « Stepien » est qu'il donne lieu lui aussi à un transfert impliquant trois équipes qui se révèle peu judicieux pour Cleveland qui hérite ainsi du problématique Melvin Turpin.
Le 17e choix Jeff Turner avait obtenu la médaille d'argent avec la sélection américaine lors du championnat du monde 1982. Avec le sélectionné suivant, au 18e rang, Vern Fleming, Turner fait partie de la sélection américaine pour les Jeux olympiques de 1984 de Los Angeles qui est annoncée huit jours après la draft et qui comprend six joueurs de la draft 1984 avec Michael Jordan, Sam Perkins, Alvin Robertson et Leon Wood. Les deux joueurs ont une carrière d'au moins dix saisons en NBA,.
Au 5e tour, les Trail Blazers de Portland sélectionnent Mike Whitmarsh, qui a joué pour l'université de San Diego en basket-ball et volley-ball. Whitmarsh joue au basket-ball en Allemagne pendant trois ans, mais n'accède jamais à la NBA malgré des contacts avec les Wolves. Il délaisse ensuite le basket-ball pour jouer au beach-volley, où il trouve le succès décrochant avec son partenaire Mike Dodd la médaille d'argent aux Jeux olympiques de 1996 à Atlanta.
Tous les joueurs draftés au premier tour joueront au moins une rencontre NBA, de même que de nombreux autres joueurs de cette draft. Le plus bas choix à rejoindre la NBA, Brian Martin, 185e choix, dispute la saison NBA 1985-1986 pour les Blazers et les SuperSonics.
L'athlète Carl Lewis de l'université de Houston, qui n'avait jamais joué au basket-ball en NCAA, est sélectionné par les Bulls de Chicago comme 208e choix au 10e tour de la draft,. Lewis, qui a fait sa carrière dans l'athlétisme et remporté neuf médailles d'or olympiques et huit titres de champion du monde, ne jouera jamais en NBA.
Les Celtics de Boston intègrent le 228e et dernier sélectionné de la draft : Dan Trant. Lanterne rouge, il est, comme de coutume, surnommé Mr. Irrelevant. Cet Irlandais d'origine formé à l'université Clark, que le coach Jeff Van Gundy se souvient d'avoir alors affronté, ne disputera aucune rencontre de championnat avec les Celtics et exercera le métier de trader pour Cantor Fitzgerald avant de trouver la mort dans les attentats du 11 septembre 2001. Un passage d'un documentaire, réalisé en 2014 par la NBA et consacré à la draft 1984, lui rend hommage,.

## Composition de la Draft 1984 de la NBA
Légende 
| ^ | Signale un joueur qui a été intronisé au Basketball Hall of Fame                                                  |
| * | Signale un joueur qui a été sélectionné pour au moins un match du NBA All-Star Game et une sélection All-NBA Team |
| + | Signale un joueur qui a été sélectionné pour au moins un match du NBA All-Star Game                               |
| x | Signale un joueur qui a été sélectionné pour au moins une sélection All-NBA Team                                  |

- Position
  - G (Guard) : Meneur (Point Guard, PG) ou Arrière (Shooting guard, SG)
  - F (Forward) : Ailier (Small forward, SF) ou Ailier fort (Power forward, PF)
  - C (Center) : Pivot (Center, C)
- Âge
  - Jr. : désigne un « junior », un sportif universitaire de troisième année aux États-Unis.
  - Sr. : désigne un « senior », un sportif universitaire de quatrième année aux États-Unis.

### Premier tour
La liste suivante comprend les joueurs sélectionnés au premier tour.
| Tour | Choix | Joueur            | Position | Nationalité | Franchise                                        | Université ou club                      | Caractéristiques                   |
| ---- | ----- | ----------------- | -------- | ----------- | ------------------------------------------------ | --------------------------------------- | ---------------------------------- |
| 1    | 1     | Akeem Olajuwon    | C        | Nigeria     | Rockets de Houston                               | Cougars de Houston (Jr.)                | ^ HOF 2008, 12 x All-Star, 1 x MVP |
| 1    | 2     | Sam Bowie         | F/C      | États-Unis  | Trail Blazers de Portland (depuis Indiana)[d]    | Wildcats du Kentucky (Sr.)              |                                    |
| 1    | 3     | Michael Jordan    | G/F      | États-Unis  | Bulls de Chicago                                 | Tar Heels de la Caroline du Nord (Jr.)  | ^ HOF 2009, 14 x All-Star, 5 x MVP |
| 1    | 4     | Sam Perkins       | F/C      | États-Unis  | Mavericks de Dallas (depuis Cleveland)[e]        | Tar Heels de la Caroline du Nord (Sr.)  |                                    |
| 1    | 5     | Charles Barkley   | F        | États-Unis  | 76ers de Philadelphie (depuis L.A. Clippers)[f]  | Tigers d'Auburn (Jr.)                   | ^ HOF 2006, 11 x All-Star, 1 x MVP |
| 1    | 6     | Melvin Turpin     | C        | États-Unis  | Bullets de Washington (échangé à Cleveland)[a]   | Wildcats du Kentucky (Sr.)              |                                    |
| 1    | 7     | Alvin Robertson   | G        | États-Unis  | Spurs de San Antonio                             | Razorbacks de l'Arkansas (Sr.)          | * 4 x All-Star                     |
| 1    | 8     | Lancaster Gordon  | G        | États-Unis  | Clippers de Los Angeles (depuis Golden State)[g] | Cardinals de Louisville (Sr.)           |                                    |
| 1    | 9     | Otis Thorpe       | F/C      | États-Unis  | Kings de Kansas City                             | Friars de Providence (Sr.)              | + 1 x All-Star                     |
| 1    | 10    | Leon Wood         | G        | États-Unis  | 76ers de Philadelphie (depuis Denver)[h]         | Titans de Cal State Fullerton (Sr.)     |                                    |
| 1    | 11    | Kevin Willis      | F/C      | États-Unis  | Hawks d'Atlanta                                  | Spartans de Michigan State (Sr.)        | * 1 x All-Star                     |
| 1    | 12    | Tim McCormick     | C        | États-Unis  | Cavaliers de Cleveland (échangé à Seattle)[a]    | Wolverines du Michigan (Sr.)            |                                    |
| 1    | 13    | Jay Humphries     | G        | États-Unis  | Suns de Phoenix                                  | Buffaloes du Colorado (Sr.)             |                                    |
| 1    | 14    | Michael Cage      | F/C      | États-Unis  | Clippers de Los Angeles (depuis Seattle)[i]      | Aztecs de San Diego State (Sr.)         |                                    |
| 1    | 15    | Terence Stansbury | G        | États-Unis  | Mavericks de Dallas                              | Owls de Temple (Sr.)                    |                                    |
| 1    | 16    | John Stockton     | G        | États-Unis  | Jazz de l'Utah                                   | Bulldogs de Gonzaga (Sr.)               | ^ HOF 2009, 10 x All-Star          |
| 1    | 17    | Jeff Turner       | F/C      | États-Unis  | Nets du New Jersey                               | Commodores de Vanderbilt (Sr.)          |                                    |
| 1    | 18    | Vern Fleming      | G        | États-Unis  | Pacers de l'Indiana (depuis New York)[j]         | Bulldogs de la Géorgie (Sr.)            |                                    |
| 1    | 19    | Bernard Thompson  | G/F      | États-Unis  | Trail Blazers de Portland                        | Bulldogs de Fresno State (Sr.)          |                                    |
| 1    | 20    | Tony Campbell     | G/F      | États-Unis  | Pistons de Détroit                               | Buckeyes d'Ohio State (Sr.)             |                                    |
| 1    | 21    | Kenny Fields      | G/F      | États-Unis  | Bucks de Milwaukee                               | Bruins d'UCLA (Sr.)                     |                                    |
| 1    | 22    | Tom Sewell        | G        | États-Unis  | 76ers de Philadelphie (échangé à Washington)[b]  | Cardinals de Lamar (Sr.)                |                                    |
| 1    | 23    | Earl Jones        | C        | États-Unis  | Lakers de Los Angeles                            | Firebirds du District de Columbia (Sr.) |                                    |
| 1    | 24    | Michael Young     | G/F      | États-Unis  | Celtics de Boston                                | Cougars de Houston (Sr.)                |                                    |

Le premier tour de la draft 1984 (comme en 1983, 1985 et 1986) compte 24 choix bien que la ligue ne compte que 23 franchises car les Cavaliers de Cleveland détiennent un choix « supplémentaire » pour compenser des échanges antérieurs de leur ancien propriétaire Ted Stepien.

### Deuxième tour
La liste suivante comprend les joueurs sélectionnés au deuxième tour.
| Tour | Choix | Joueur               | Position | Nationalité       | Franchise                                                            | Université ou club                 |
| ---- | ----- | -------------------- | -------- | ----------------- | -------------------------------------------------------------------- | ---------------------------------- |
| 2    | 25    | Devin Durrant        | F        | États-Unis        | Pacers de l'Indiana                                                  | Cougars de BYU (Sr.)               |
| 2    | 26    | Victor Fleming (en)  | G        | États-Unis        | Trail Blazers de Portland (depuis Chicago via Indiana)[k]            | Musketeers de Xavier (Sr.)         |
| 2    | 27    | Ron Anderson         | G/F      | États-Unis        | Cavaliers de Cleveland                                               | Bulldogs de Fresno State (Sr.)     |
| 2    | 28    | Cory Blackwell       | F        | États-Unis        | SuperSonics de Seattle (depuis Houston)[l]                           | Badgers du Wisconsin (Jr.)         |
| 2    | 29    | Stuart Gray          | F/C      | États-Unis Panama | Pacers de l'Indiana (depuis L.A. Clippers via Philadelphia)[m]       | Bruins d'UCLA (Jr.)                |
| 2    | 30    | Steve Burtt          | G        | États-Unis        | Warriors de Golden State (depuis Washington)[n]                      | Gaels d'Iona (Sr.)                 |
| 2    | 31    | Jay Murphy           | F        | États-Unis        | Warriors de Golden State (échangé à L.A. Clippers)[c]                | Eagles de Boston College (Sr.)     |
| 2    | 32    | Eric Turner          | G        | États-Unis        | Pistons de Détroit (depuis San Antonio)[o]                           | Wolverines du Michigan (Jr.)       |
| 2    | 33    | Steve Colter         | G        | États-Unis        | Trail Blazers de Portland (depuis Denver)[p]                         | Aggies de New Mexico State (Sr.)   |
| 2    | 34    | Tony Costner         | C        | États-Unis        | Bullets de Washington (depuis Kansas City via Detroit et Atlanta)[q] | Hawks de Saint-Joseph (Sr.)        |
| 2    | 35    | Othell Wilson        | G        | États-Unis        | Warriors de Golden State (depuis Atlanta)[r]                         | Cavaliers de la Virginie (Sr.)     |
| 2    | 36    | Charles Jones        | F        | États-Unis        | Suns de Phoenix                                                      | Cardinals de Louisville (Sr.)      |
| 2    | 37    | Ben Coleman          | F        | États-Unis        | Bulls de Chicago (depuis Seattle via Atlanta et Kansas City)[s]      | Terrapins du Maryland (Sr.)        |
| 2    | 38    | Charlie Sitton       | F        | États-Unis        | Mavericks de Dallas                                                  | Beavers d'Oregon State (Sr.)       |
| 2    | 39    | Danny Young          | G        | États-Unis        | SuperSonics de Seattle (depuis New Jersey)[t]                        | Demon Deacons de Wake Forest (Sr.) |
| 2    | 40    | Anthony Teachey      | F        | États-Unis        | Mavericks de Dallas (depuis Utah)[u]                                 | Demon Deacons de Wake Forest (Sr.) |
| 2    | 41    | Tom Sluby            | G        | États-Unis        | Mavericks de Dallas (depuis New York via New Jersey)[v]              | Fighting Irish de Notre-Dame (Sr.) |
| 2    | 42    | Willie White         | G        | États-Unis        | Nuggets de Denver (depuis Portland)[w]                               | Mocs de Chattanooga (Sr.)          |
| 2    | 43    | Greg Wiltjer         | C        | Canada            | Bulls de Chicago (depuis Detroit via Indiana et Kansas City)[x]      | Vikes de Victoria (Sr.)            |
| 2    | 44    | Fred Reynolds        | F        | États-Unis        | Bullets de Washington (depuis Milwaukee)[y]                          | Miners d'UTEP (Sr.)                |
| 2    | 45    | Gary Plummer         | F/C      | États-Unis        | Warriors de Golden State (depuis 76ers de Philadelphie)[z]           | Terriers de Boston (Sr.)           |
| 2    | 46    | Jerome Kersey        | F        | États-Unis        | Trail Blazers de Portland (depuis L.A. Lakers)[aa]                   | Lancers de Longwood (Sr.)          |
| 2    | 47    | Ronnie Williams (en) | F        | États-Unis        | Celtics de Boston                                                    | Gators de la Floride (Sr.)         |

### Autres joueurs notables sélectionnés
Ce tableau liste les joueurs draftés après le deuxième tour et qui sont apparus dans au moins un match officiel de NBA. Il mentionne aussi Oscar Schmidt, sélectionné au Basketball Hall of Fame sans avoir joué en NBA.
| Tour | Choix | Joueur             | Position | Nationalité | Franchise                                   | Université ou club                     | Caractéristiques |
| ---- | ----- | ------------------ | -------- | ----------- | ------------------------------------------- | -------------------------------------- | ---------------- |
| 3    | 50    | Ben McDonald       | F        | États-Unis  | Cavaliers de Cleveland                      | Anteaters d'UC Irvine (Sr.)            |                  |
| 3    | 51    | Jim Petersen       | F/C      | États-Unis  | Rockets de Houston                          | Golden Gophers du Minnesota (Sr.)      |                  |
| 3    | 57    | Joe Binion         | F        | États-Unis  | Spurs de San Antonio (depuis Denver)[ab]    | Aggies de North Carolina A&T (Sr.)     |                  |
| 3    | 61    | Jeff Cross         | F        | États-Unis  | Mavericks de Dallas                         | Black Bears du Maine (Sr.)             |                  |
| 3    | 62    | David Pope         | F        | États-Unis  | Jazz de l'Utah                              | Spartans de Norfolk State (Sr.)        |                  |
| 3    | 68    | Butch Graves       | G        | États-Unis  | 76ers de Philadelphie                       | Bulldogs de Yale (Sr.)                 |                  |
| 3    | 70    | Rick Carlisle      | G        | États-Unis  | Celtics de Boston                           | Cavaliers de la Virginie (Sr.)         |                  |
| 4    | 71    | Ralph Jackson      | G        | États-Unis  | Pacers de l'Indiana                         | Bruins d'UCLA (Sr.)                    |                  |
| 4    | 76    | Jim Grandholm      | F        | États-Unis  | Bullets de Washington                       | Bulls de South Florida (Sr.)           |                  |
| 4    | 80    | Carl Henry         | G        | États-Unis  | Kings de Kansas City                        | Jayhawks du Kansas (Sr.)               |                  |
| 4    | 86    | Jim Rowinski       | F        | États-Unis  | Jazz de l'Utah                              | Boilermakers de Purdue (Sr.)           |                  |
| 4    | 87    | Bob Thornton       | F/C      | États-Unis  | Knicks de New York                          | Anteaters d'UC Irvine (Sr.)            |                  |
| 4    | 90    | Ozell Jones        | F/C      | États-Unis  | Spurs de San Antonio (depuis Milwaukee)[ac] | Titans de Cal State Fullerton (Sr.)    |                  |
| 6    | 120   | McKinley Singleton | G        | États-Unis  | Bucks de Milwaukee (depuis Houston)[ad]     | Blazers de l'UAB (Sr.)                 |                  |
| 6    | 131   | Oscar Schmidt      | G/F      | Brésil      | Nets du New Jersey                          | Juvecaserta Basket (Italie)            | ^ HOF 2013       |
| 6    | 133   | Eddie Lee Wilkins  | F/C      | États-Unis  | Knicks de New York                          | Runnin' Bulldogs de Gardner–Webb (Sr.) |                  |
| 7    | 140   | Kenton Edelin      | F        | États-Unis  | Pacers de l'Indiana                         | Cavaliers de la Virginie (Sr.)         |                  |
| 7    | 156   | Ken Bannister      | F/C      | États-Unis  | Knicks de New York                          | Falcons de St. Augustine's (Sr.)       |                  |
| 9    | 185   | Brian Martin       | F        | États-Unis  | Pacers de l'Indiana                         | Jayhawks du Kansas (Sr.)               |                  |

## Transactions liées aux choix de la draft

### Les transactions antérieures à la draft
Avant le jour de la draft, les transactions suivantes sont conclues.
- h  Le 16 août 1978, Philadelphie acquiert Bobby Jones, Ralph Simpson et un choix de premier tour de Denver en échange de George McGinnis et un choix de premier tour pour la Draft 1978 de la NBA[128]. Philadelphie utilise ce choix pour sélectionner Leon Wood[129].
- f  Le 12 octobre 1978, Philadelphie acquiert un choix de premier tour des Clippers de San Diego en échange de Lloyd Free[130],[131]. Philadelphie utilise ce choix pour sélectionner Charles Barkley[132].
- p  Le 15 août 1980, Portland acquiert des choix de premier et deuxième tour de la draft 1983 de Denver en échange de T. R. Dunn et d'un premier tour de la draft 1983[133]. Portland utilise ce choix pour sélectionner Steve Colter[134].
- g  Le 28 août 1980, les Clippers de San Diego acquièrent Phil Smith et un choix de premier tour de Golden State en échange de Lloyd Free[130],[131]. Les Clippers utilisent ce choix pour sélectionner Lancaster Gordon[135].
- u  Le 11 septembre 1980, Dallas acquiert deux choix de deuxième tour de la draft, l'un de 1983 et l'autre de 1984, d'Utah en échange de Billy McKinney[136]. Dallas utilise ce dernier choix pour sélectionner Anthony Teachey[137].
- e  Le 16 septembre 1980, Dallas acquiert un choix de premier tour de Cleveland en échange de Mike Bratz[138]. Dallas utilise ce choix pour sélectionner Sam Perkins[139].

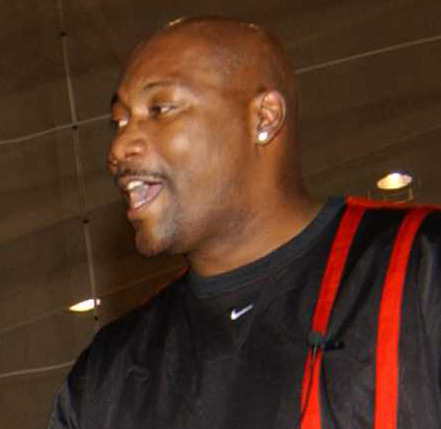
Les échanges de tours de draft ont lieu parfois des années avant leur tenue. Drafté en 1984, Jerome Kersey a ainsi vu son choix acquis par Portland près de quatre ans plus tôt.

- aa  Le 8 octobre 1980, Portland acquiert un choix de deuxième tour des Lakers de Los Angeles en échange de Jim Brewer[140]. Portland utilise ce choix pour sélectionner Jerome Kersey[141].
- d  Le 5 juin 1981, Portland acquiert un choix de premier tour d'Indiana en échange de Tom Owens[142]. Portland utilise ce choix pour sélectionner Sam Bowie[143].
- n  Le 19 octobre 1981, Golden State acquiert des choix de deuxième tour pour les drafts 1982 et 1984 de Washington en échange de John Lucas[144]. Golden State utilise ce choix pour sélectionner Steve Burtt[145].
- t  Le 25 novembre 1981, Seattle acquiert Ray Tolbert et un choix de deuxième tour de New Jersey en échange de James Bailey[146]. Seattle utilise ce choix pour sélectionner Danny Young[147].
- l  Le 5 octobre 1982, Seattle acquiert un choix de deuxième tour de Houston en échange de Wally Walker[148]. Seattle utilise ce choix pour sélectionner Cory Blackwell[149].
- o  Le 10 février 1983, Détroit acquiert des choix de deuxième et troisième tour de la draft 1985 de San Antonio en échange de Edgar Jones[150],[151]. Détroit utilise ce choix pour sélectionner Eric Turner.
- r  Le 15 février 1983, Golden State acquiert un choix de deuxième tour d'Atlanta en échange de Rickey Brown[152]. Golden State utilise ce choix pour sélectionner Othell Wilson[153].
- m  Le 15 février 1983, Indiana acquiert Russ Schoene, deux choix de deuxième et premier tour de la draft 1983 de Philadelphie en échange de Clemon Johnson et d'un choix de troisième tour[154]. Avant cela, le 27 octobre 1982, Philadelphie a acquis un choix de deuxième tour de la draft 1982 et un choix de quatrième tour de la draft 1983 des Clippers de San Diego en échange de Lionel Hollins[130],[155]. Indiana utilise ce choix pour sélectionner Stuart Gray[156].
- s  Le 28 juin 1983, Chicago acquiert les droits de draft d'Ennis Whatley et de Chris McNealy et un choix de deuxième tour de Kansas City en échange de Mark Olberding et des droits de draft de Larry Micheaux[157]. Précédemment, Kansas City avait acquis le 30 juin 1982 ce second tour d'Atlanta en échange des droits de Jim Johnstone[158]. Auparavant, Atlanta avait lui-même acquis ce choix de deuxième tour de la draft 1983 le 2 décembre 1980 de Seattle en échange d'Armond Hill[159]. Chicago utilise ce choix pour sélectionner Ben Coleman[160].
- q  Le 5 juillet 1983, Washington acquiert Tom McMillen et un choix de deuxième tour d’ Atlanta en échange de Randy Wittman[161]. Auparavant, Atlanta a acquis le choix et un choix de deuxième tour de la draft 1985 le 13 février 1983 de Détroit dans un échange à trois-parties avec Détroit et Seattle[150],[162]. Auparavant, le 26 août 1981, Détroit a acquis les choix de deuxième tour de la draft 1982 et 1984 de Kansas City en échange de Larry Drew[150],[163]. Washington utilise ce choix pour sélectionner Tony Costner.
- v  Le 12 août 1983, Dallas acquiert Foots Walker, un choix de deuxième tour de la draft 1984 et un choix de premier tour de la draft 1985 de New Jersey en échange de Kelvin Ransey[164]. Auparavant, le 22 juin 1983, New Jersey a acquis un choix de deuxième tour de New York en échange de Len Elmore[165]. Dallas utilise ce choix pour sélectionner Tom Sluby[166].
- i  Le 18 août 1983, les Clippers de San Diego acquièrent James Donaldson, Greg Kelser, Mark Radford, un choix de premier tour et un choix de deuxième tour de la draft 1985 de Seattle en échange de Tom Chambers, Al Wood, un choix de troisième tour et un choix de deuxième tour de la draft 1987[130],[167]. Les Clippers de Los Angeles utilisent ce choix pour sélectionner Michael Cage[168].
- k  Le 18 août 1983, Portland acquiert un choix de deuxième tour d'Indiana en échange de Granville Waiters[169]. Avant cela, Indiana a acquis les droits de draft de Sidney Lowe et le choix le 28 juin 1983 de Chicago en échange pour les droits de draft de Mitchell Wiggins[170]. Portland utilise ce choix pour sélectionner Victor Fleming.
- j  Le 17 septembre 1983, Indiana acquiert Vince Taylor et un choix de premier tour de New York dans un échange à trois parties avec New York et Kansas City[171]. Indiana utilise ce choix pour sélectionner Vern Fleming[172].
- y  Le 30 septembre 1983, Washington acquiert un choix de deuxième tour de Milwaukee en échange de Kevin Grevey[173]. Washington utilise ce choix pour sélectionner Fred Raynolds.
- ad  Le 5 octobre 1983, Milwaukee acquiert un choix de sixième tour de Houston en compensation pour la signature de Phil Ford comme agent libre[174]. Milwaukee utilise ce choix pour sélectionner McKinley Singleton[175].
- z  Le 12 novembre 1983, Golden State acquiert un choix de deuxième tour de Philadelphie en échange de Sam Williams[176]. Golden State utilise ce choix pour sélectionner Gary Plummer[177].
- ab  Le 21 janvier 1984, San Antonio acquiert un choix de troisième tour de Denver en échange de Keith Edmonson[178]. San Antonio utilise ce choix pour sélectionner Joe Binion[179].
- x  Le 15 février 1984, Chicago acquiert Steve Johnson, un choix de deuxième tour et deux choix de deuxième tour de la draft 1985 de Kansas City en échange de Reggie Theus[180]. Auparavant, Kansas City a acquis Billy Knight et le choix le 17 septembre 1983 d'Indiana dans un échange à trois-parties avec Indiana et New York[181],[182]. Auparavant, Indiana a acquis le choix le 22 septembre 1982 de Détroit en échange de Tom Owens[142]. Chicago utilise ce choix pour sélectionner Greg Wiltjer[183].
- ac  Le 8 mars 1984, San Antonio acquiert un choix de quatrième tour de Milwaukee en compensation pour la signature de Mike Dunleavy Sr. comme agent libre[184]. San Antonio utilise ce choix pour sélectionner Ozell Jones[185].
- w  Le 7 juin 1984, Denver acquiert Wayne Cooper, Lafayette Lever, Calvin Natt, un choix de deuxième tour et un choix de premier tour de la draft 1985 de Portland en échange de Kiki Vandeweghe[186]. Denver utilise ce choix pour sélectionner Willie White[187].

### Transactions conclues le jour de la draft
Les transactions suivantes impliquant des joueurs draftés sont réalisées le jour même de la draft, le 19 juin :
- a 1 ,2  Dans une transaction à trois parties, Cleveland acquiert les droits du 6e choix Melvin Turpin de Washington, Washington acquiert Cliff Robinson de Cleveland et Gus Williams de Seattle, et Seattle acquiert Ricky Sobers de Washington ainsi que les droits de draft du 12e choix Tim McCormick de Cleveland[188].
- b  Washington acquiert les droits du 22e choix Tom Sewell de Philadelphie en échange d'un choix de premier tour à la Draft 1988 de la NBA[189].
- c  La franchise des Clippers de Los Angeles acquiert les droits du 31e choix Jay Murphy de Golden State en échange de Jerome Whitehead[190].

## Portée de la draft de 1984
| Les drafts 1984 avec Michael Jordan (6 titres NBA), 1996 avec Kobe Bryant (5 titres NBA) et 2003 avec LeBron James (4 titres NBA) sont les plus renommées. |  | Les drafts 1984 avec Michael Jordan (6 titres NBA), 1996 avec Kobe Bryant (5 titres NBA) et 2003 avec LeBron James (4 titres NBA) sont les plus renommées. |  | Les drafts 1984 avec Michael Jordan (6 titres NBA), 1996 avec Kobe Bryant (5 titres NBA) et 2003 avec LeBron James (4 titres NBA) sont les plus renommées. |
| Les drafts 1984 avec Michael Jordan (6 titres NBA), 1996 avec Kobe Bryant (5 titres NBA) et 2003 avec LeBron James (4 titres NBA) sont les plus renommées. |  | |  | |

Si la draft 1984 est souvent considérée comme au-dessus du lot, les drafts NBA 1996 (Allen Iverson, Kobe Bryant, Steve Nash, Ray Allen, etc.) et 2003 (LeBron James, Dwyane Wade, Carmelo Anthony, Chris Bosh, etc.) sont également souvent citées parmi les plus remarquables, sans qu'une des trois s'impose sans débat,. En 2017 LeBron James décline l'honneur que la draft 2003 devance les autres : « Nous ne sommes pas la meilleure classe, mais on est dans la discussion. Evidemment, il y a la Draft 1996 et la Draft 1984 avant. Être mentionné à côté de ces classes-là, c'est déjà un honneur en soi » .
- Draft 1984 : 5 membres du Hall of Fame (Hakeem Olajuwon, Michael Jordan, Charles Barkley, John Stockton et Oscar Schmidt, ce dernier n'ayant cependant jamais joué en NBA), 7 titres de MVP (Jordan, 5 fois, Olajuwon et Barkley, 1 fois) et 3 All-Stars (Alvin Robertson, Otis Thorpe et Kevin Willis)
- Draft 1996 : 4 membres du Hall of Fame (Kobe Bryant, Allen Iverson, Ray Allen, Steve Nash), 4 titres de MVP (Nash, 2 fois, Bryant et Iverson, 1 fois) et 5 All-Stars (Stephon Marbury, Jermaine O'Neal, Antoine Walker, Predrag Stojaković et Žydrūnas Ilgauskas. Rookie de 1996, Ben Wallace n'est pas drafté)
- Draft 2003 : 2 membres du Hall of Fame (Chris Bosh, Dwayne Wade), 4 titres de MVP (James, 4 fois) et 9 All-Stars (LeBron James, Dwyane Wade, Carmelo Anthony, Chris Bosh, Chris Kaman, David West, Josh Howard, Mo Williams et Kyle Korver.)

### Bilan pour les franchises
Avec Olajuwon, les Rockets retrouvent les play-offs l'année suivante, les Finales NBA dès 1986 et sont sacrés champions en 1994 et 1995 pendant la première retraite de Michael Jordan.
Les Bulls accèdent dès l'année suivante aux play-offs, année au cours de laquelle leur nombre de spectateurs à domicile bondit de 87 %, mais attendront plusieurs années avant d'accéder aux Finales NBA et de remporter six titres dans les années 1990.
Charles Barkley prend le relais de Moses Malone et de Julius Erving comme leader de son équipe (14,9 points et 11,1 rebonds par match lors des playoffs 1985), mais les Sixers n'atteindront plus les Finales NBA. Barkley obtient un transfert aux Suns de Phoenix, il y est élu MVP de la saison 1992-1993, mais les Suns sont battus en Finales NBA par les Bulls.
Le Jazz de l'Utah tient en John Stockton le premier élément du duo légendaire qu'il formera avec Karl Malone recruté dans la draft suivante. Ensemble, ils disputeront les Finales NBA 1997 et 1998, toutes deux perdues face aux Bulls de Chicago.
Si Sam Bowie déçoit les attentes portées sur lui, le second tour de draft Jerome Kersey s'impose sur le long terme dans le cinq majeur aux côtés de Clyde Drexler pour amener les Blazers jusqu'aux Finales NBA 1990 et 1992.

### Bilan pour les équipes NCAA
Après la sélection de James Worthy en 1er choix à la draft 1982, Michael Jordan et Sam Perkins, les deux autres joueurs majeurs de la finale NCAA victorieuse en 1982, sont pris en 3e et 4e choix, marquant l'empreinte des Tar Heels de Dean Smith sur la draft dans le début des années 1980.
L'autre université en vue de cette draft est Houston avec le premier choix Akeem Olajuwon et le 24e Michael Young. Ces deux joueurs retrouvent leur ancien équipier Clyde Drexler drafté en 1983 par Portland, avant d'être rejoints en 1987 par Greg "Cadillac" Anderson.
Après leur qualification pour le Final Four NCAA, les Wildcats du Kentucky placent également deux joueurs au premier tour de la draft avec Sam Bowie et Melvin Turpin (2e et 6e choix), mais leur impact sera limité. Ils seront rejoints en NBA par leur ancien équipier Kenny « Sky » Walker choisi en 5e position par les Knicks en 1986. Une trentaine d'années plus tard, les Wildcats de John Calipari domineront la draft 2015 avec six joueurs sur les deux tours, dont quatre dans le top-13 dont le 1er choix Karl-Anthony Towns.
Bien qu'issus de la peu cotée Southeastern Conference, les Tigers d'Auburn voient leur programme récompensé avec Charles Barkley choisi en 5e position. Chuck Person sera même le 4e choix de la draft 1986.
John Stockton (16e) est le tout premier étudiant de Gonzaga retenu au premier tour d'une Draft de la NBA. L'université placera ultérieurement en NBA d'autres joueurs de valeur mûris jusqu'en senior comme Ronny Turiaf ou Austin Daye.

### Conséquences pour la NBA

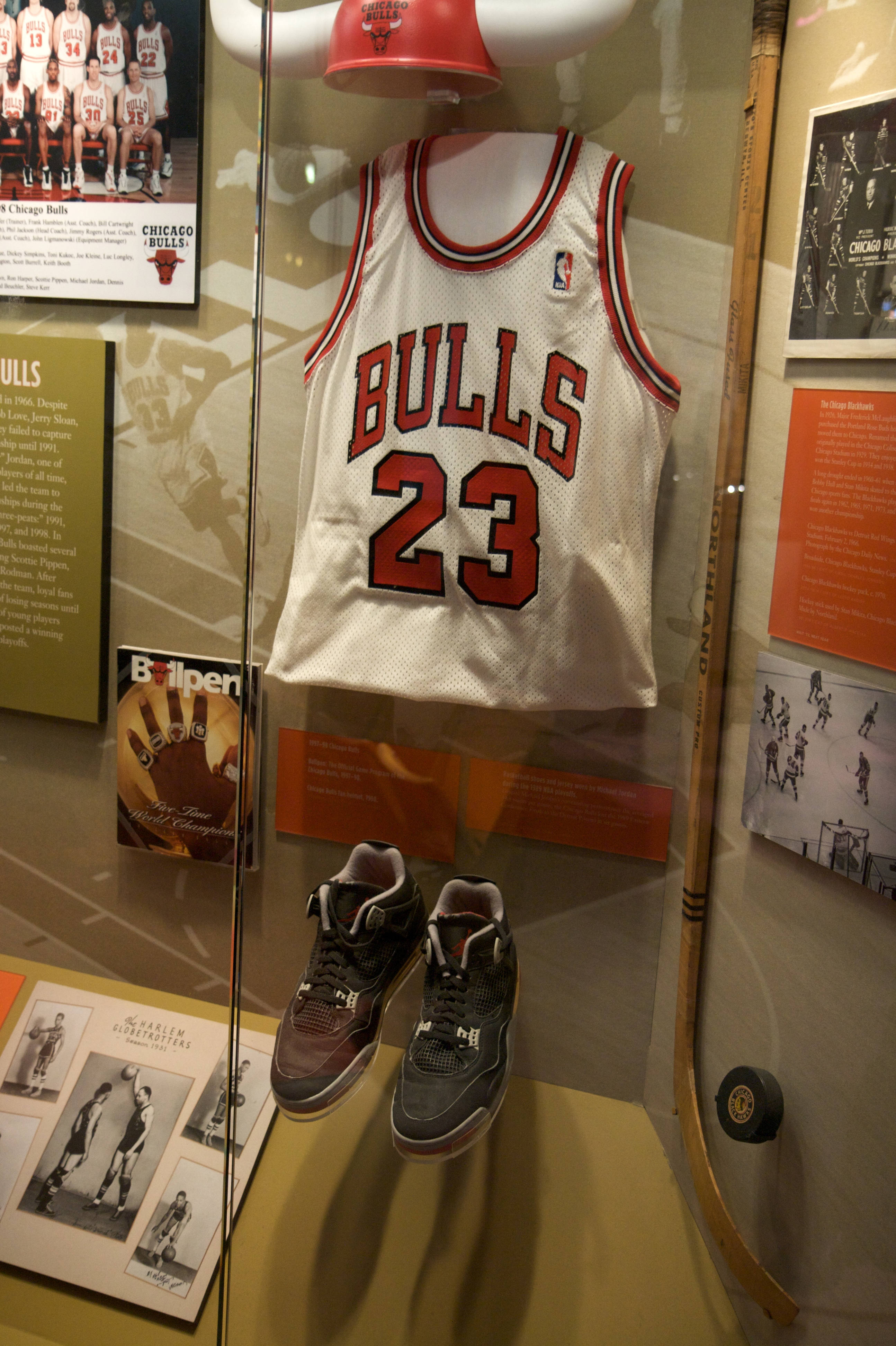
La tenue de Michael Jordan au musée des Bulls de Chicago.

La draft est diffusée aux États-Unis sur la chaîne de télévision câblée USA Network. La draft 1984 est la première présidée par le nouveau commissaire de la NBA, David Stern, qui réussit à faire adopter en 1983 le plafond salarial, entré en vigueur la saison 1984-1985. En prenant appui sur la rivalité entre les Celtics et les Lakers et leurs stars respectives Larry Bird et Magic Johnson, mais aussi sur l'émergence du 3e choix de cette draft, Michael Jordan, qui allait devenir le meilleur joueur de l'histoire de ce sport, il va faire de la ligue une des plus populaires du monde. Alors que le combat pour le titre se réduisait trop souvent à une lutte entre les Celtics, les Lakers et les Sixers, la densité en très bons joueurs de la draft 1984 permet d'élargir le cercle des prétendants.
David Stern s'attache à améliorer l'image de la NBA alors associée à des problèmes de drogue après les scandales impliquant Micheal Ray Richardson et Quintin Dailey,. Juste avant son arrivée en 1982-1983, le chiffre d'affaires global de la NBA était de 118 millions de dollars. En 2013, il s'est établi à 4,6 milliards de dollars.
Alors que Jordan est considéré comme le meilleur joueur de l'histoire du basket-ball, la sélection juste avant lui de Sam Bowie fera entrer cette draft dans la légende du sport nord-américain. Vingt-trois ans après les faits, Filip Bondy lui consacre un livre entier « Tip-off: How the 1984 NBA Draft Changed Basketball Forever , », puis la NBA produit en 2014 un documentaire très attendu diffusé pendant les play-offs de 2014 sur la draft trente ans après sa tenue.
La popularité de la figure majeure de la draft Michael Jordan survient rapidement puisqu'il fait la couverture du magazine sportif Sports Illustrated avec le titre « A Star is born » (« Une étoile est née ») un mois à peine après ses débuts professionnels. Ses qualités sportives, sa popularité puis son palmarès font de lui le symbole de l'équipe olympique américaine de 1992, qui comprend trois joueurs de la draft 1984 : Jordan, Barkley et Stockton, et qui est généralement considérée comme la plus grande équipe de tous les temps.

### Nouvelle formule pour la draft
La NBA améliore ses règlements et remplace dès l'année suivante le peu sportif tirage à pile ou face par une plus médiatique loterie de la Draft de la NBA. La loterie permet aussi de limiter les doutes pouvant peser sur les équipes qui auraient délibérément cherché à obtenir la dernière place pour obtenir le premier choix de la prochaine draft (technique du « tanking») ; de lourds soupçons pèsent sur les Rockets de Houston, alors qu'ils avaient déjà pu sélectionner, à la régulière, Ralph Sampson en premier choix de la draft 1983,.

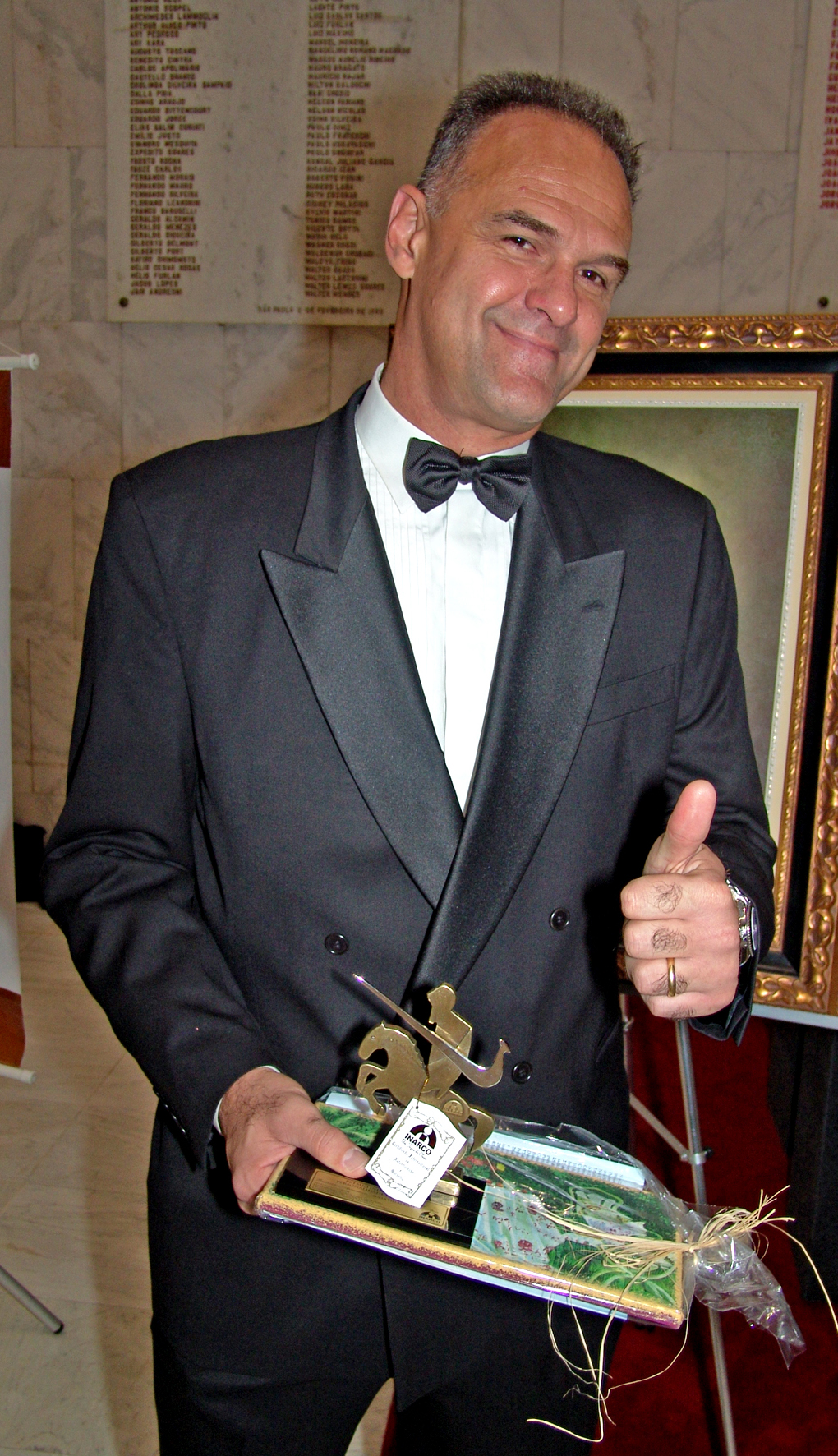
Oscar Schmidt, en 2006.

Alors que le 6 mars les Texans avaient un bilan de 24 victoires (39,3 %) pour 37 défaites avec trois victoires d'avance sur le plus mal classé de la conférence Ouest, les Clippers de Los Angeles, Houston ne remporta que 5 des 21 matches restant à jouer pour terminer sur un bilan de 29 victoires et 53 défaites. Houston finit ainsi avec une victoire de moins que les Clippers (30 victoires - 52 défaites). Leur position s'inverse lors la dernière journée de la saison régulière : les Rockets s'inclinent face aux Kings de Kansas City alors que les Clippers l'emportent sur le Jazz de l'Utah (au bilan de pourtant 45 victoires - 37 défaites) en inscrivant 146 points, leur meilleure marque depuis le début de la saison. Au contraire de Houston, Los Angeles n'avait rien à espérer de la dernière place puisque les droits de leur premier tour de draft 1984 avaient été transférés dès 1978 aux 76ers de Philadelphie, ce qui apportera à ces derniers la possibilité de sélectionner Charles Barkley en tant que 5e choix.

### Internationalisation de la NBA
Si on écarte le cas du bahaméen Mychal Thompson, arrivé très jeune aux États-Unis et drafté en 1978, le nigérian Akeem Olajuwon est le premier joueur étranger sélectionné premier choix d'une Draft de la NBA. Avec lui s'ouvre l'internationalisation de la NBA. L'américano-jamaïcain Patrick Ewing mis à part, la draft suivante verra arriver notamment les Allemands Detlef Schrempf et Uwe Blab et le Canadien Bill Wennington au premier tour, certes tous formés aux États-Unis, ainsi que plus loin dans la draft le soudanais Manute Bol. Dans la foulée d'Oscar Schmidt en 1984, d'autres joueurs formés en Europe sont draftés comme Fernando Martín en 1985, qui sera le premier espagnol à jouer en NBA, puis en 1986 le soviétique Arvydas Sabonis et le yougoslave Dražen Petrović.
Les années 1990 accélèrent le mouvement avec la Dream Team qui offre en 1992 un spectacle unique dans l’histoire du sport et qui a un retentissement important sur le développement du basket-ball et de la NBA dans le monde. Le phénomène deviendra structurel avec l'arrivée massive de tous les continents de joueurs dont quelques-uns jouent des rôles majeurs.
Les étrangers choisis à la draft 1984 :
- Akeem Olajuwon[Note 1], pivot nigérian, issu des Cougars de Houston, choisi en 1re position par les Rockets de Houston ;
- Stuart Gray, ailier fort panaméen, issu des Bruins d'UCLA, choisi en 29e position par les Pacers de l'Indiana ;
- Greg Wiltjer, ailier fort canadien, issu des Vikes de Victoria, choisi en 43e position par les Bulls de Chicago ;
- Oscar Schmidt, ailier brésilien, alors au club de Juvecaserta Basket en Italie, choisi en 131e position par les Nets du New Jersey.

### Filmographie
- The 1984 Draft : documentaire événement[207] de 69 minutes produit par la NBA et commenté par le double MVP Steve Nash diffusé pour la première fois le 9 juin 2014 sur NBA TV[220].